# Cherisy
Pour les articles homonymes, voir Chérisy (homonymie).
Cherisy (prononcé [ ʃeʁizi]) est une commune française située dans le nord du département d’Eure-et-Loir, en région Centre-Val de Loire.
Peuplée par 1 829 habitants en 2020, la commune est composée d’un centre-bourg et de quatre grands hameaux : le Petit Cherisy, les Osmeaux, Fermaincourt, et Raville. Les rivières de l’Eure et de la Blaise, qui traversent la commune, occupent une place significative dans son paysage en favorisant le développement de l’agriculture et de la meunerie, aboutissant à la création de plusieurs moulins hydrauliques sur le territoire de Cherisy.
Les fouilles archéologiques effectués à Cherisy traduisent la présence humaine sur le territoire depuis la préhistoire. La commune prend une très grande importance durant l’antiquité, principalement le hameau de Fermaincourt de par sa proximité avec la forêt des Carnutes. Au cours du Moyen Âge, Cherisy se développe, avec la construction de l’église Saint-Pierre au XIIe siècle. Au fil des siècles, Cherisy gagne en importance, en devenant un lieu de passage sur la route de Paris à Dreux. L’incendie de l’église de Fermaincourt durant la Renaissance, met un terme à la prédominance du hameau. Les décennies suivantes voient la commune continuer à se développer, avec l’arrivée du chemin de fer, qui stimule le développement de l’agriculture locale. Mais la commune est surtout très marquée par la guerre franco-allemande de 1870, où le village est presque entièrement détruit par les flammes, puis par la Première et Seconde Guerre mondiale.

## Géographie

### Situation
À l’échelle nationale, Cherisy se trouve à 68 km à l’ouest de Paris, 81 km au sud de Rouen, 122 km au nord-est du Mans et à 36 km au sud-est d’Évreux (distance orthodromique).
À l’échelle régionale, Cherisy se trouve à 100 km au nord-ouest d’Orléans, 129 km au nord de Blois, 161 km au nord-est de Tours, 199 km au nord-ouest de Bourges et 216 km au nord de Châteauroux.

À l’échelle départementale, Cherisy se trouve à 33 km au nord-ouest de Chartres, 64 km au nord-est de Nogent-le-Rotrou et 75 km au nord de Châteaudun.
La localité se trouve dans le Thymerais-Drouais, territoire aux paysages variés comprenant plusieurs plaines légèrement vallonnées, lacs et étangs.
Elle est traversée par l’Eure et comprend dans son territoire de nombreux étangs et rivières, dont la Blaise. De nombreux moulins s’étaient installés le long de l’Eure. Aujourd’hui seuls subsistent celui de Cherisy et celui des Osmeaux.
Les six communes limitrophes de Cherisy sont : Abondant, Serville, Germainville, Sainte-Gemme Moronval, Dreux et Montreuil. Toutes font partie de la communauté d’agglomération du Pays de Dreux.
| Montreuil | Abondant              |              |
| Dreux     | Cherisy               | Serville     |
|           | Sainte-Gemme-Moronval | Germainville |

### Hameaux, lieux-dits et écarts
Cherisy comporte quatre grands hameaux :
- le Petit Cherisy, situé à moins d’1 km au nord du bourg, il est de taille moyenne. Il abritait anciennement un moulin et un lavoir ;
- les Osmeaux, plus petit des quatre hameaux, il se trouve au nord du Petit Cherisy et est connu pour son moulin ;
- Fermaincourt, situé à l’extrême nord de la commune, une partie de son tissu urbain s’étend à Montreuil ;
- Raville, situé à l’est du territoire communal, il est de loin le hameau le plus étendu.

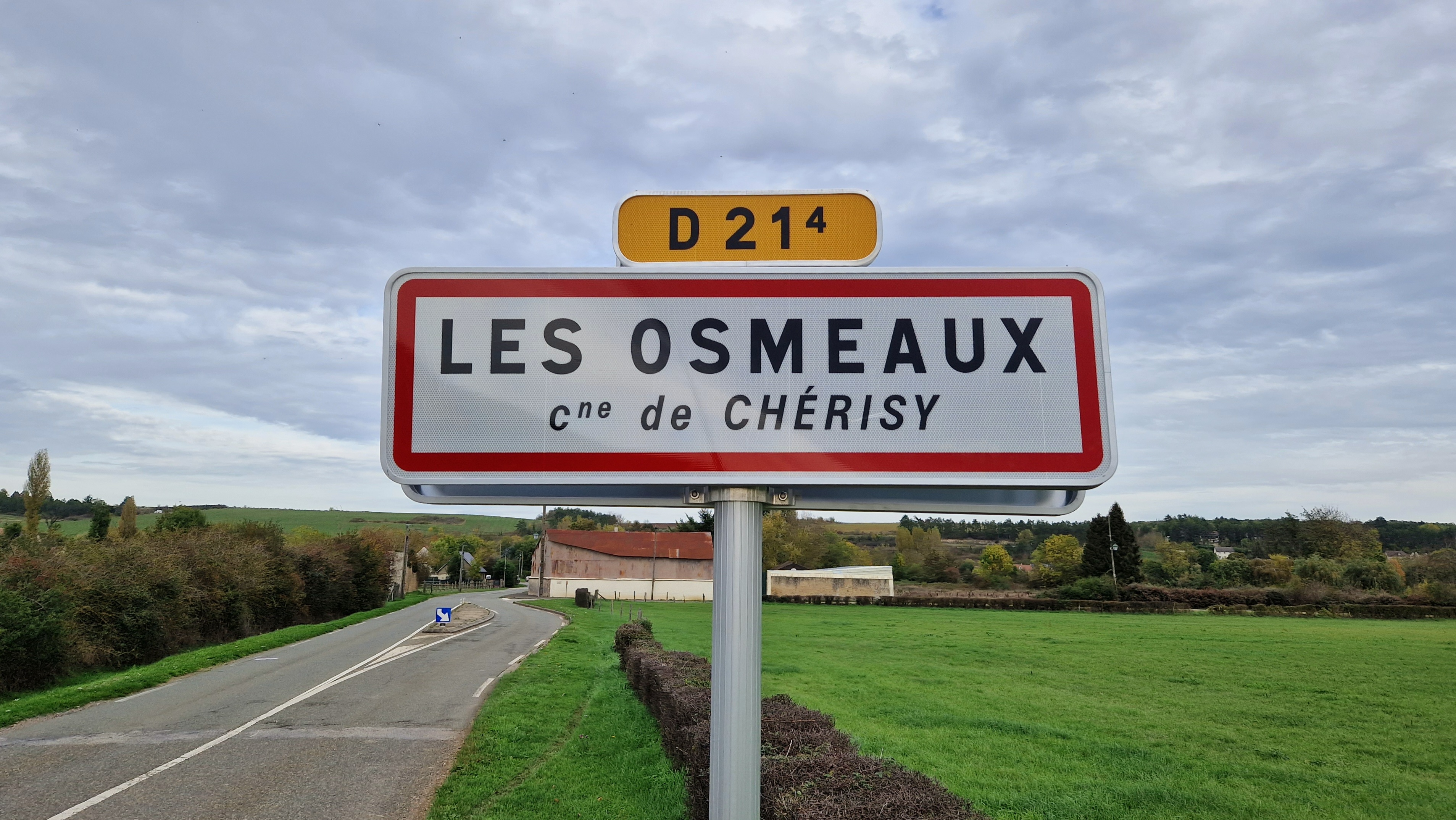
Les Osmeaux.
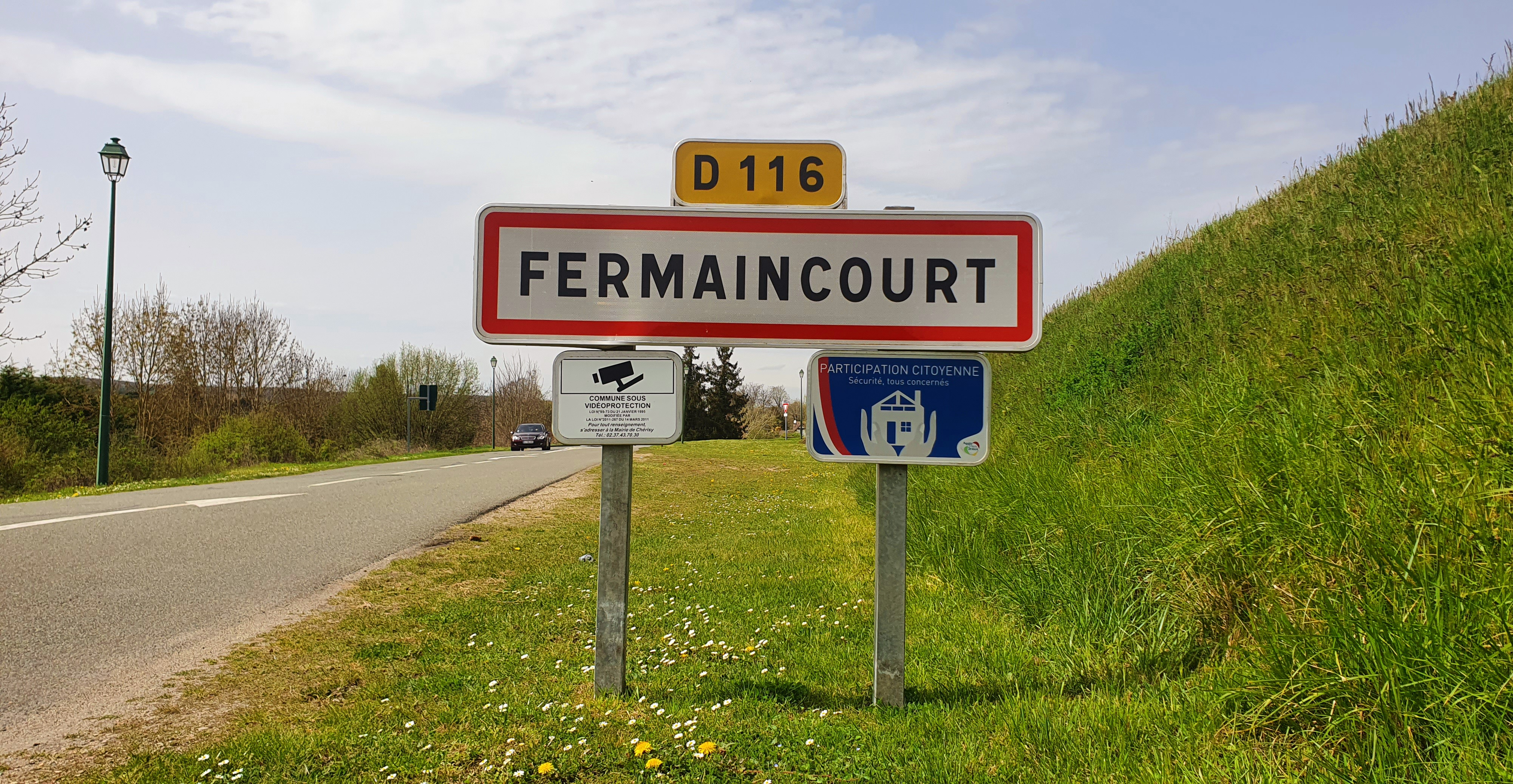
Fermaincourt.

En plus du bourg et ses hameaux, Cherisy est composé de sept lieux-dits habités (la Mésengère, la Croix de Raville, la Vallée Douard, la Ministerie, les Gas Goupys, le Gaillon, et le Coq Fleuri).

### Topographie
La superficie de Cherisy est de 1 238 hectares, ce qui est légèrement inférieur à l’aire moyenne — 1 490 hectares — d’une commune en France métropolitaine.
Son altitude varie entre 74 et 139 mètres, soit un dénivelé de 65 mètres. L’altitude du centre-ville est de 105 mètres. La place du Tilleul à Raville s’élève à 134 mètres. Le point culminant du territoire communal est situé dans le bois des Gâts des Osmeaux (dont le sommet se trouve entre les lieux-dits inhabités du Fief de Voray et du Cul d’Enfer et atteint 139 mètres),.

Paysages de Cherisy
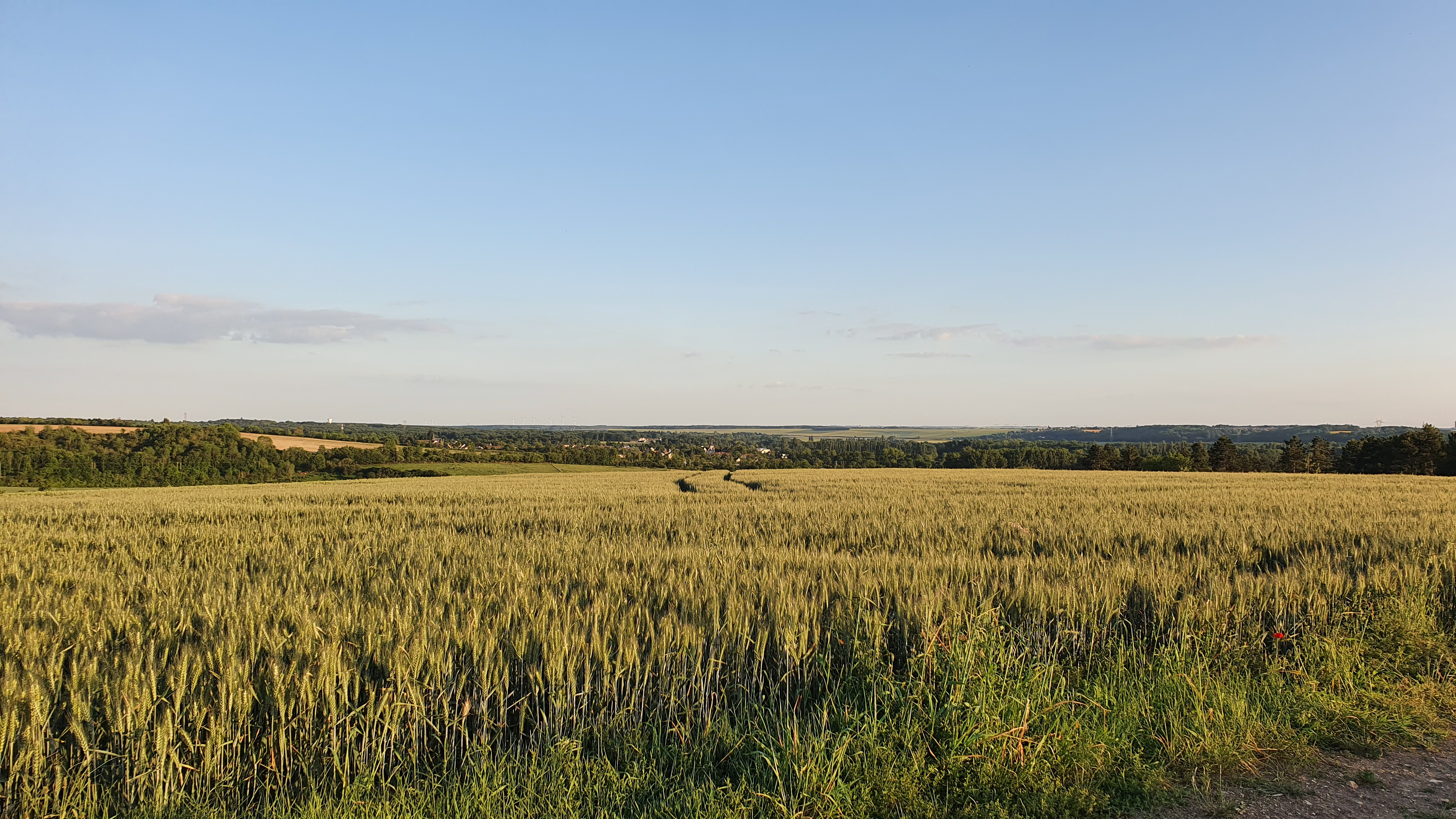
Vallée au Foin, dans le hameau du Petit Cherisy. Le village se trouve au fond, et le bois des Gâts des Osmeaux est visible à gauche.
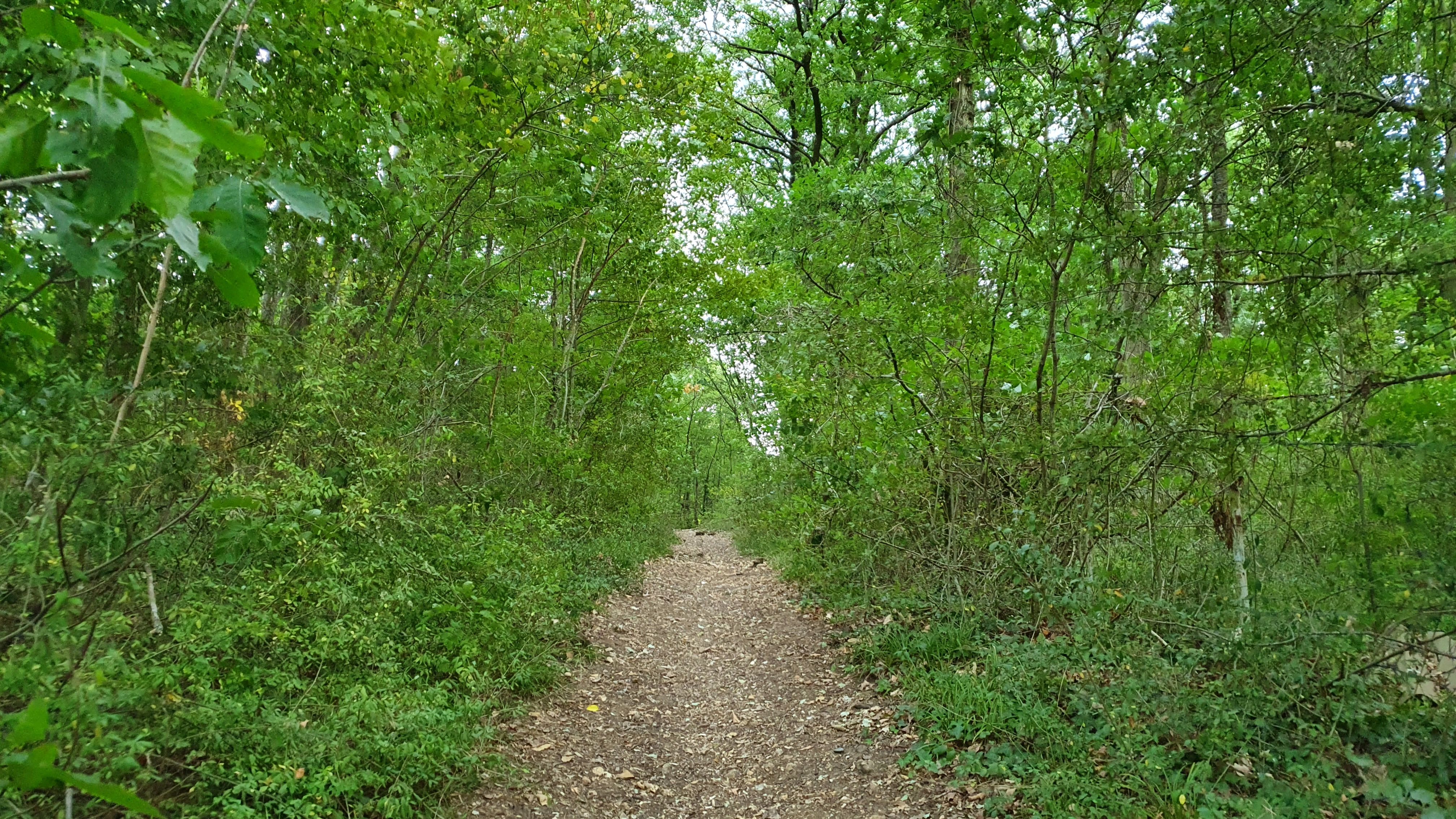
Bois des Gâts des Osmeaux, point culminant et plus grande étendue boisée de Cherisy.

### Hydrographie
Cherisy est localement connu pour ses nombreux étangs de pêche, comme l’étang du Roi (3,6 hectares), l’étang de la Ballastière (8 hectares), l’étang des Guérets (9 hectares), l’étang du Pont de Bois (1,5 hectare),, et le plan d’eau de Compteville (7,6 hectares, partagé avec Sainte-Gemme-Moronval). La commune est traversée par la rivière de l’Eure, qui divise la commune du nord au sud. La moitié nord du territoire de Cherisy est drainée par la Blaise, un affluent de l’Eure long de 49,08 km qui s’étend jusqu’à Senonches, puis marque la limite nord-ouest de Cherisy avec Montreuil. Cherisy est également traversé par de plus petits cours d’eau comme la rivière de Châtelet ou le fossé du Roi,.

### Climat
Le climat qui caractérise la commune est qualifié, en 2010, de « climat océanique dégradé des plaines du Centre et du Nord », selon la typologie des climats de la France qui compte alors huit grands types de climats en métropole. En 2020, la commune ressort du type « climat océanique altéré » dans la classification établie par Météo-France, qui ne compte désormais, en première approche, que cinq grands types de climats en métropole. Il s’agit d’une zone de transition entre le climat océanique, le climat de montagne et le climat semi-continental. Les écarts de température entre hiver et été augmentent avec l’éloignement de la mer. La pluviométrie est plus faible qu’en bord de mer, sauf aux abords des reliefs.
Les paramètres climatiques qui ont permis d’établir la typologie de 2010 comportent six variables pour les températures et huit pour les précipitations, dont les valeurs correspondent aux données mensuelles sur la normale 1971-2000. Les sept principales variables caractérisant la commune sont présentées dans l’encadré ci-après.
| Paramètres climatiques communaux sur la période 1971-2000 - Moyenne annuelle de température : 10,7 °C - Nombre de jours avec une température inférieure à −5 °C : 3,4 j - Nombre de jours avec une température supérieure à 30 °C : 3,7 j - Amplitude thermique annuelle : 14,7 °C - Cumuls annuels de précipitation : 628 mm - Nombre de jours de précipitation en janvier : 10,7 j - Nombre de jours de précipitation en juillet : 7,9 j |

Avec le changement climatique, ces variables ont évolué. Une étude réalisée en 2014 par la Direction générale de l’Énergie et du Climat complétée par des études régionales prévoit en effet que la  température moyenne devrait croître et la pluviométrie moyenne baisser, avec toutefois de fortes variations régionales. Ces changements peuvent être constatés sur la station météorologique de Météo-France la plus proche, « Dreux », dans la commune de Dreux, mise en service en 1996 et qui se trouve à 4 km à vol d’oiseau,, où la température moyenne annuelle est de 11,4 °C et la hauteur de précipitations de 557,3 mm pour la période 1981-2010.
Sur la station météorologique historique la plus proche, « Chartres », dans la commune de Champhol, mise en service en 1923 et à 31 km, la température moyenne annuelle évolue de 10,1 °C pour la période 1971-2000 à 11 °C pour 1981-2010, puis à 11,4 °C pour 1991-2020.

La station météorologique de Météo-France la plus proche, installée dans la commune de Bû, à 6 km, permet de connaître en continu l’évolution des indicateurs météorologiques. Le tableau détaillé pour la période 1991-2020 est présenté ci-après.
| Mois                                  | jan.            | fév.             | mars            | avril           | mai             | juin            | jui.           | août           | sep.           | oct.            | nov.            | déc.             | année      |
| ------------------------------------- | --------------- | ---------------- | --------------- | --------------- | --------------- | --------------- | -------------- | -------------- | -------------- | --------------- | --------------- | ---------------- | ---------- |
| Température minimale moyenne (°C)     | 1,7             | 1,6              | 3,2             | 4,8             | 8,1             | 11,2            | 13,1           | 13,1           | 10,4           | 8,1             | 4,6             | 2,2              | 6,8        |
| Température moyenne (°C)              | 4,3             | 5                | 7,6             | 10,2            | 13,6            | 16,9            | 19,1           | 19,1           | 16             | 12,1            | 7,6             | 4,8              | 11,4       |
| Température maximale moyenne (°C)     | 6,9             | 8,4              | 12              | 15,7            | 19,1            | 22,7            | 25,1           | 25,1           | 21,5           | 16,2            | 10,6            | 7,4              | 15,9       |
| Record de froid (°C) date du record   | −14,9 8.01.2010 | −13,9 12.02.2012 | −1,3 13.03.2013 | −4,9 06.04.2021 | −2,5 06.05.2019 | 1,1 01.06.2006  | 5,8 21.07.2012 | 3,9 28.08.1998 | 0,6 30.09.2018 | −5,1 30.10.1997 | −8,3 30.11.2010 | −10,2 29.12.1996 | −14,9 2010 |
| Record de chaleur (°C) date du record | 15,3 27.01.03   | 19,9 27.02.19    | 24,3 31.03.2021 | 27,9 21.04.2018 | 30,6 27.05.2005 | 37,7 27.06.2011 | 41,4 25.07.19  | 39,1 10.08.03  | 34 15.09.2020  | 28,6 01.10.2011 | 20,8 07.11.2015 | 15,9 07.12.2000  | 41,4 2019  |
| Précipitations (mm)                   | 50              | 43,3             | 47,1            | 43,7            | 57,1            | 57,4            | 48,8           | 55,2           | 40             | 63,4            | 58,2            | 69               | 633,2      |

### Milieux naturels et biodiversité

#### Natura 2000

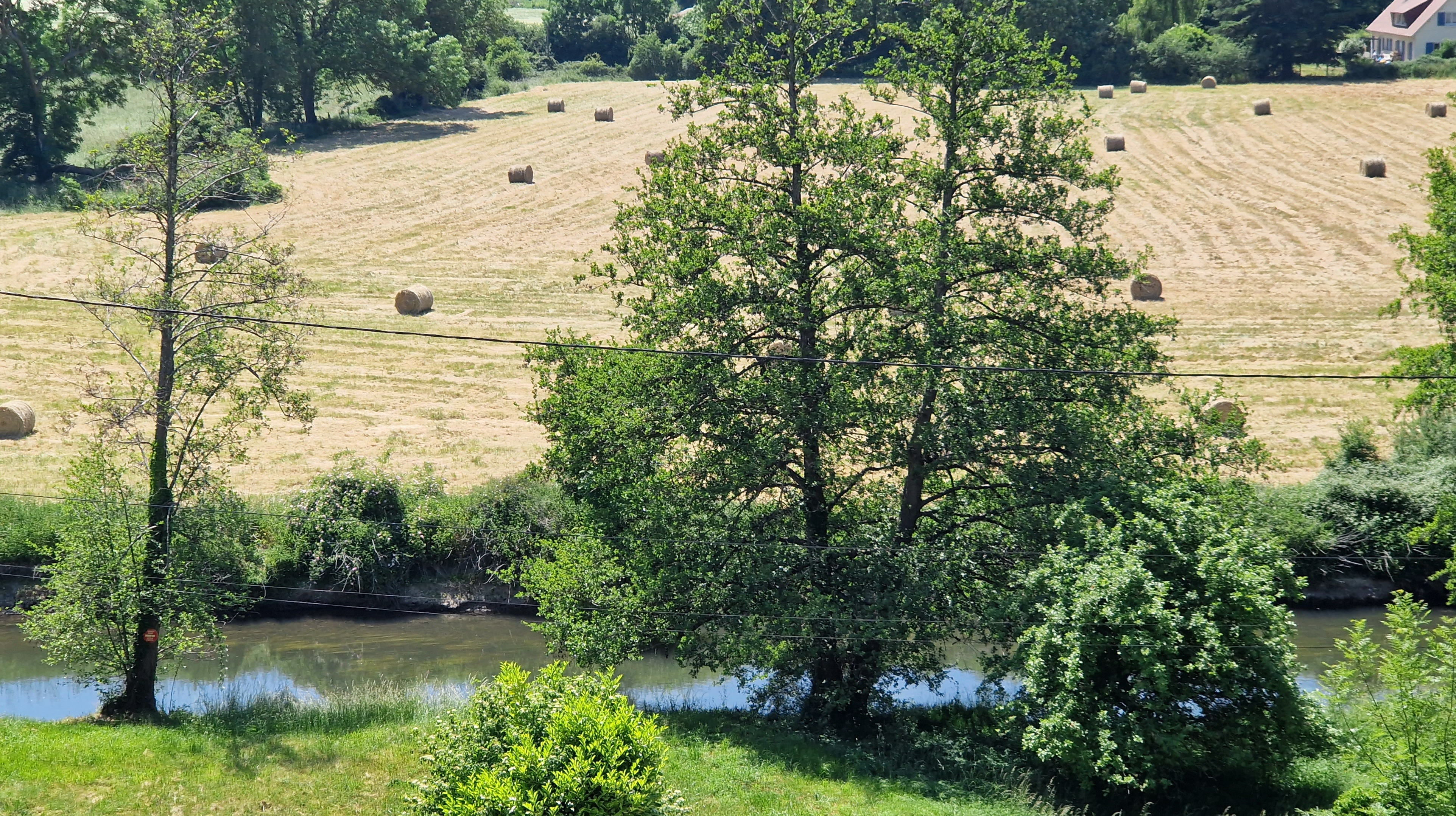
Bords de l’Eure à Cherisy.

La commune est traversée par le site naturel de la « vallée de l’Eure de Maintenon à Anet et vallons affluents », faisant partie du réseau Natura 2000. La zone de 751 hectares s’étend sur 35 communes, dont plus de 5 hectares sur le territoire de Cherisy. dans la commune, le site comprend les bords de l’Eure jusqu’à sa confluence avec la rivière des Châtelets. Deux cavités à chiroptères, au nord de Fermaincourt, font partie du site.

#### ZNIEFF
L’inventaire des zones naturelles d’intérêt écologique, faunistique et floristique (ZNIEFF) a pour objectif de réaliser une couverture des zones les plus intéressantes sur le plan écologique, essentiellement dans la perspective d’améliorer la connaissance du patrimoine naturel national et de fournir aux différents décideurs un outil d’aide à la prise en compte de l’environnement dans l’aménagement du territoire. Le territoire communal de Cherisy comprend une ZNIEFF : les « pelouses de Cherisy et de Raville », une ZNIEFF de type 1, à savoir un secteur de grand intérêt biologique ou écologique, de 14 hectares de superficie. La zone comprend le sud du bois des Gâts des Omseaux et la pelouse calcicole « Sur la Vallée Douard », qui présente un fort intérêt floristique, avec la présence de nombreuses plantes herbacées, principalement des orchidées. Parmi les espèces remarquables recensées sur le territoire, on trouve notamment l’orchis pyramidal, l’orchis moucheron, l’ophrys bourdon, l’orchis guerrier, l’orobanche grêle, la brunelle à grandes fleurs, le rosier rubigineux, la germandrée petit-chêne, et la germandrée des montagnes. Dans la partie boisée, on trouve des pieds de céphalanthère blanche. On compte aussi la présence de pies-grièches écorcheur, grâce à la présence de petits buissons sur les coteaux.

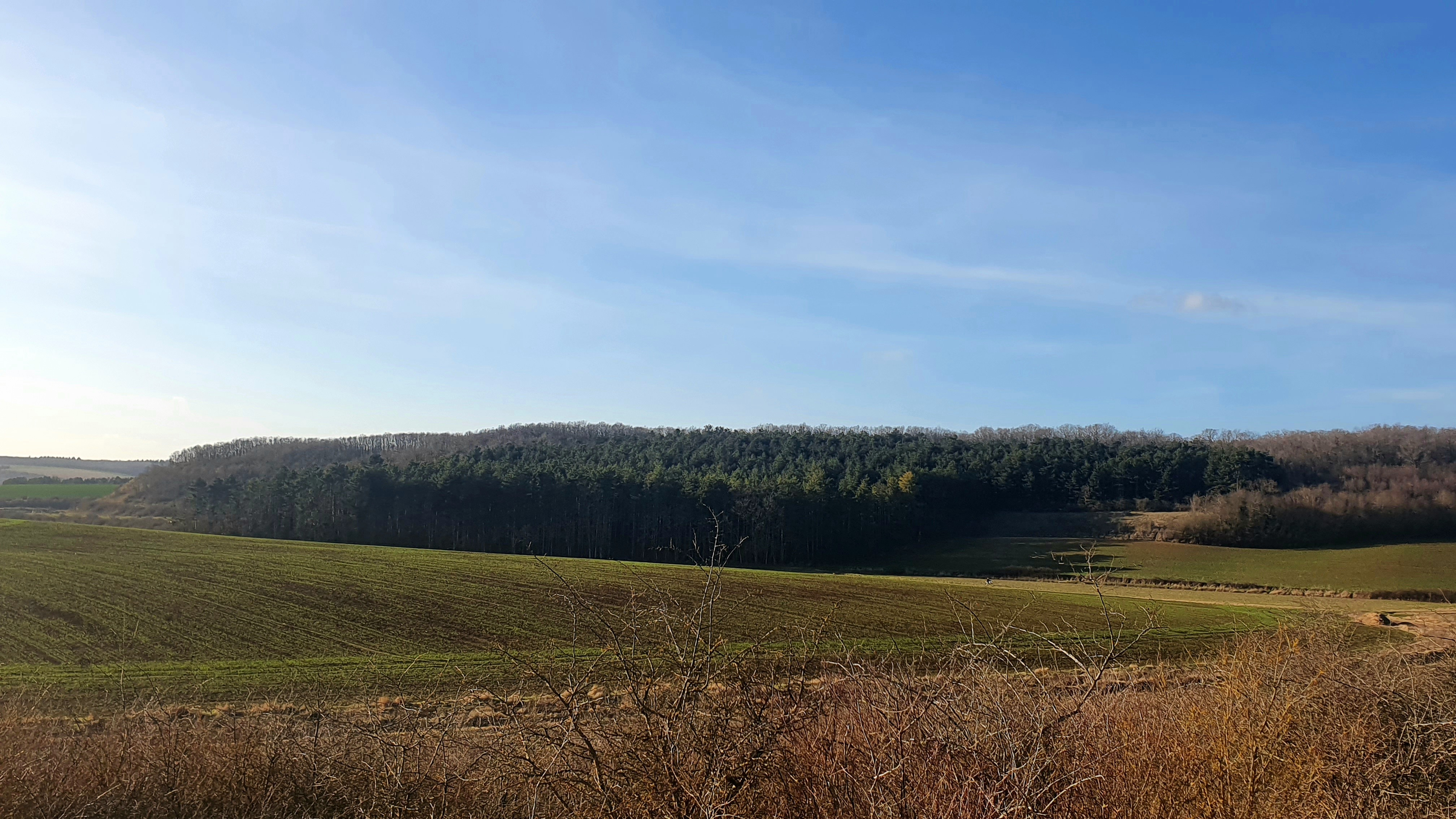
La pelouse calcicole « Sur la Vallée Douard », donnant vu sur le bois des Gâts des Osmeaux.
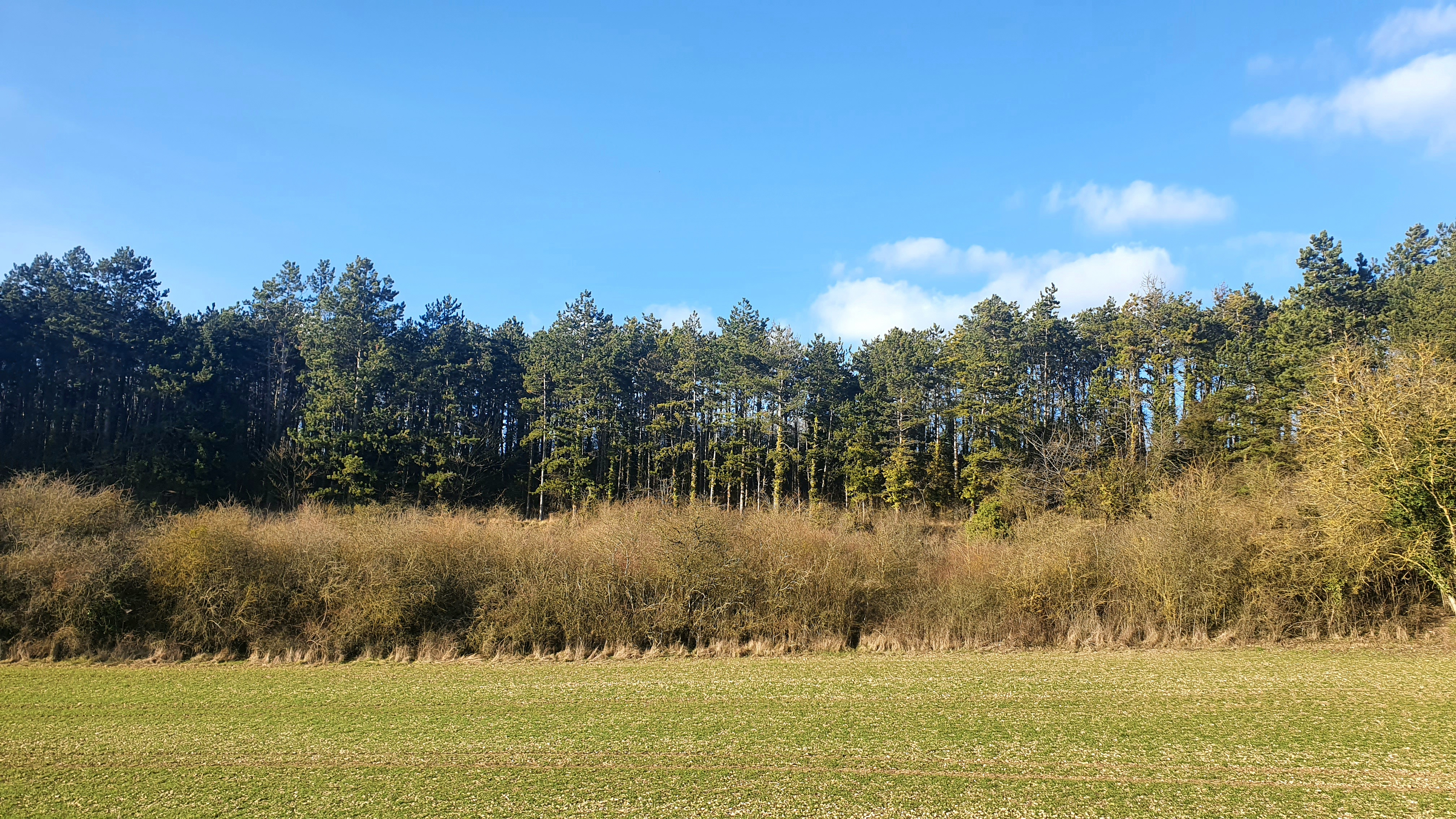
Partie sud du bois, depuis le champ « Le Cul d’Enfer ».
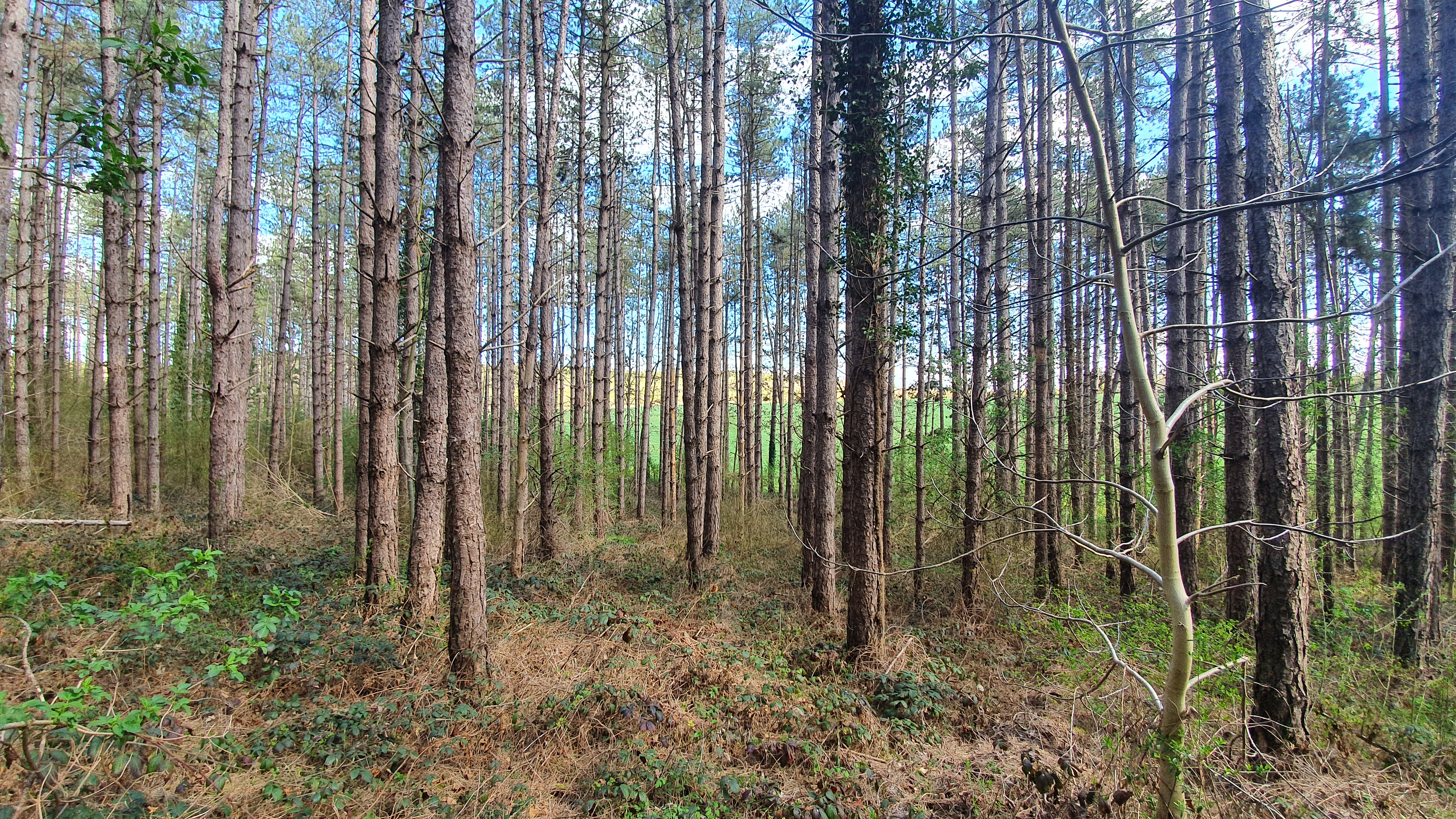
La partie sud du bois des Gâts des Osmeaux, principalement composée de conifères.

#### Bois
Plus de 140 hectares de zones boisées sont recensées dans la commune, soit plus de 12 % de la superficie communale. Les bois sont répartis dans la commune en très petits éléments distincts (souvent moins de 10 hectares d’un seul tenant maximum). Très majoritairement, les bois de la commune sont dispersés autour du hameau de Raville, au centre et à l’est.
Le bois des Gâts des Osmeaux est de loin la plus grande étendue boisée de Cherisy, avec 44 hectares. On compte aussi notamment le bois des Gallardons (13 hectares), le bois du Grand Gland (10 hectares), les Graviers (8 hectares), les Fonds Eaux (8 hectares), ou la Borgnette (5 hectares). Plusieurs autres petits bois sont dispersés dans la commune, toujours principalement autour de Raville. Cherisy compte aussi sur son territoire une très petite partie de la forêt de Dreux, dans hameau de Fermaincourt (3,4 hectares).

#### Jardins familiaux
La commune met à disposition 15 860 m2 de jardins familiaux pour les habitants. En deux parties, ils sont situés aux abords de la route de Paris, au lieu-dit des Pieux.

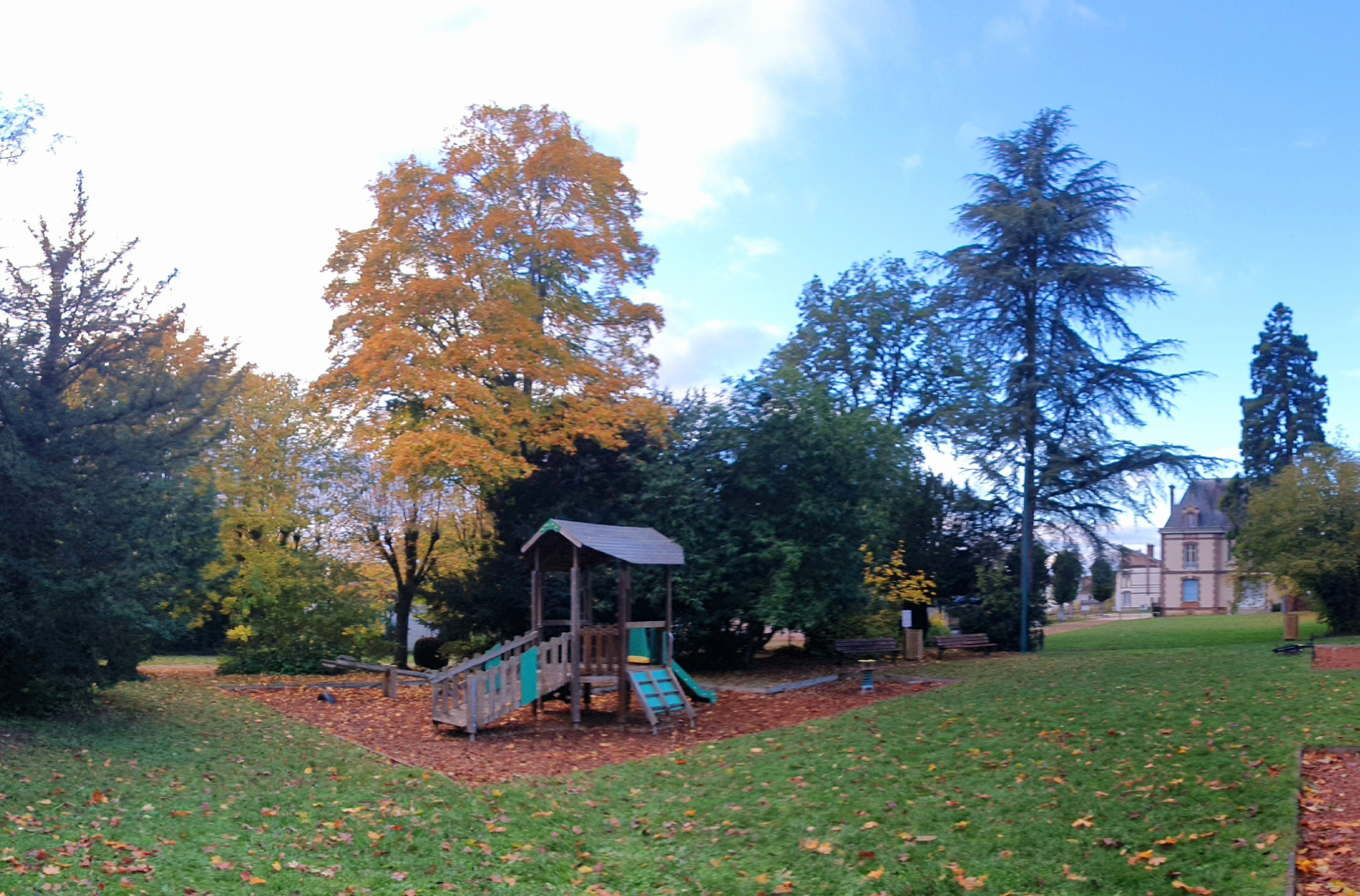
Le parc de la mairie.

#### Espaces verts
Le parc de la mairie, autrefois jardin du château de Cherisy, est le plus grand espace vert de la commune. D’une superficie de 1 hectare, il abrite notamment un Metasequoia glyptostroboides. D’autres parcs, plus modestes, se trouvent notamment dans les hauts de Cherisy.

## Urbanisme

### Typologie
Au 1er janvier 2024, Cherisy est catégorisée bourg rural, selon la nouvelle grille communale de densité à 7 niveaux définie par l'Insee en 2022.
Elle appartient à l'unité urbaine de Dreux, une agglomération intra-départementale dont elle est une commune de la banlieue,. Par ailleurs la commune fait partie de l'aire d'attraction de Paris, dont elle est une commune de la couronne,. 

### Occupation des sols
L’occupation des sols de la commune est principalement composé d’espaces ruraux, principalement des espaces agricoles et forestiers. La partie urbanisée est beaucoup plus restreinte, et le bourg seul représente déjà plus d’un tiers de celle-ci.
| Type d’occupation       | Pourcentage | Superficie (en hectares) |
| ----------------------- | ----------- | ------------------------ |
| Espace urbain construit | 14,78 %     | 183                      |
| Espace rural            | 85,22 %     | 1 055                    |
| Source : Geoportail     |             |                          |

### Morphologie urbaine
La commune se compose d’un centre formant un bourg et de quatre hameaux aux alentours : Le Petit Cherisy, Les Osmeaux, Raville et Fermaincourt.

### Logements
En 2017, le nombre total de logements dans la commune était de 863, alors qu’il était de 582 en 1982. Parmi ces logements, 89,1 % étaient des résidences principales, 3,4 % des résidences secondaires et 7,6 % des logements vacants. Ces logements étaient pour 90,5 % d’entre eux des maisons individuelles et pour 8,6 % des appartements.
En 2014, 24,7 % des résidences principales ont été construites avant 1945, 55,6 % de 1946 à 1990 et 19,7 % depuis 1991.
|                                                         | Cherisy | Eure-et-Loir | France entière |
| ------------------------------------------------------- | ------- | ------------ | -------------- |
| Résidences principales (en %)                           | 89,1    | 85,5         | 82,2           |
| Résidences secondaires et logements occasionnels (en %) | 3,4     | 6,1          | 9,7            |
| Logements vacants (en %)                                | 7,6     | 8,4          | 8,2            |

### Voies de communication et transports

#### Voies de communication

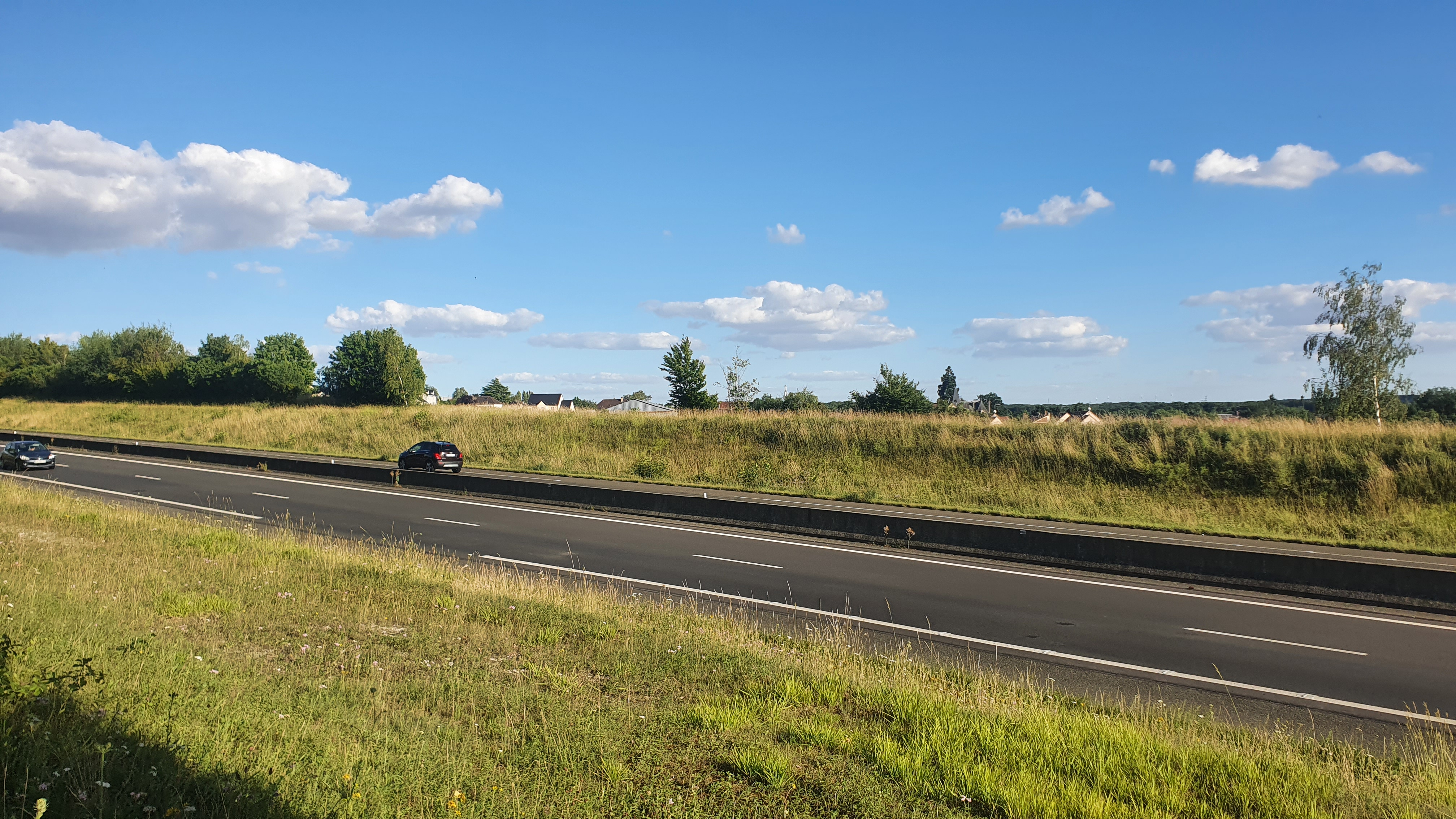
La route nationale 12 en 2 × 2 voies à Cherisy.

Le principal axe de communication traversant la commune est la route nationale 12, grand axe reliant Jouy-en-Josas à Brest calibré en 2 x 2 voies dans la commune. Jusqu’en juin 1997, la route nationale 12 passe à l’intérieur du bourg, sur l’actuelle D 912. La nouvelle déviation est inaugurée officiellement le 29 septembre 1997, par Pierre Mongin (préfet d’Eure-et-Loir), Maurice Dousset (président du conseil régional du Centre-Val de Loire) et du président du conseil départemental d’Eure-et-Loir.
La commune dispose de deux aires de repos situées de chaque côté de la route nationale 12, construites au début des années 1980 : l’aire de la Mésangère Nord et l’aire de la Mésangère Sud. En mai 2021, l’aire de repos de la Mésangère Nord est fermée.

#### Réseau ferroviaire
Il n’existe pas de gare ferroviaire sur le territoire communal. Les habitants peuvent bénéficier d’une offre ferroviaire orientée vers la région parisienne ainsi que vers l’ouest via la gare de Dreux, distante de moins de 6 km. Cherisy est en effet traversé par la ligne ferroviaire de Saint-Cyr à Surdon, faisant partie de la ligne commerciale de Paris à Granville. La ligne est utilisée de Paris jusqu’à Dreux par la ligne N du Transilien, et jusqu’à Granville par le TER Normandie (réseau Nomad). La voie traverse la commune en son centre d’est en ouest, comme la nationale 12, plus au sud.

De 1863 à 2000, la gare des Osmeaux était un arrêt de la ligne de Dreux à Saint-Aubin-du-Vieil-Évreux. Située à côté de la zone industrielle des Châtelets, à moins de 300 mètres de la frontière communale, elle est sur territoire de Dreux. La décadence progressive des usines de cette zone entraine ainsi la fin de la ligne, dont les vestiges sont encore visibles.

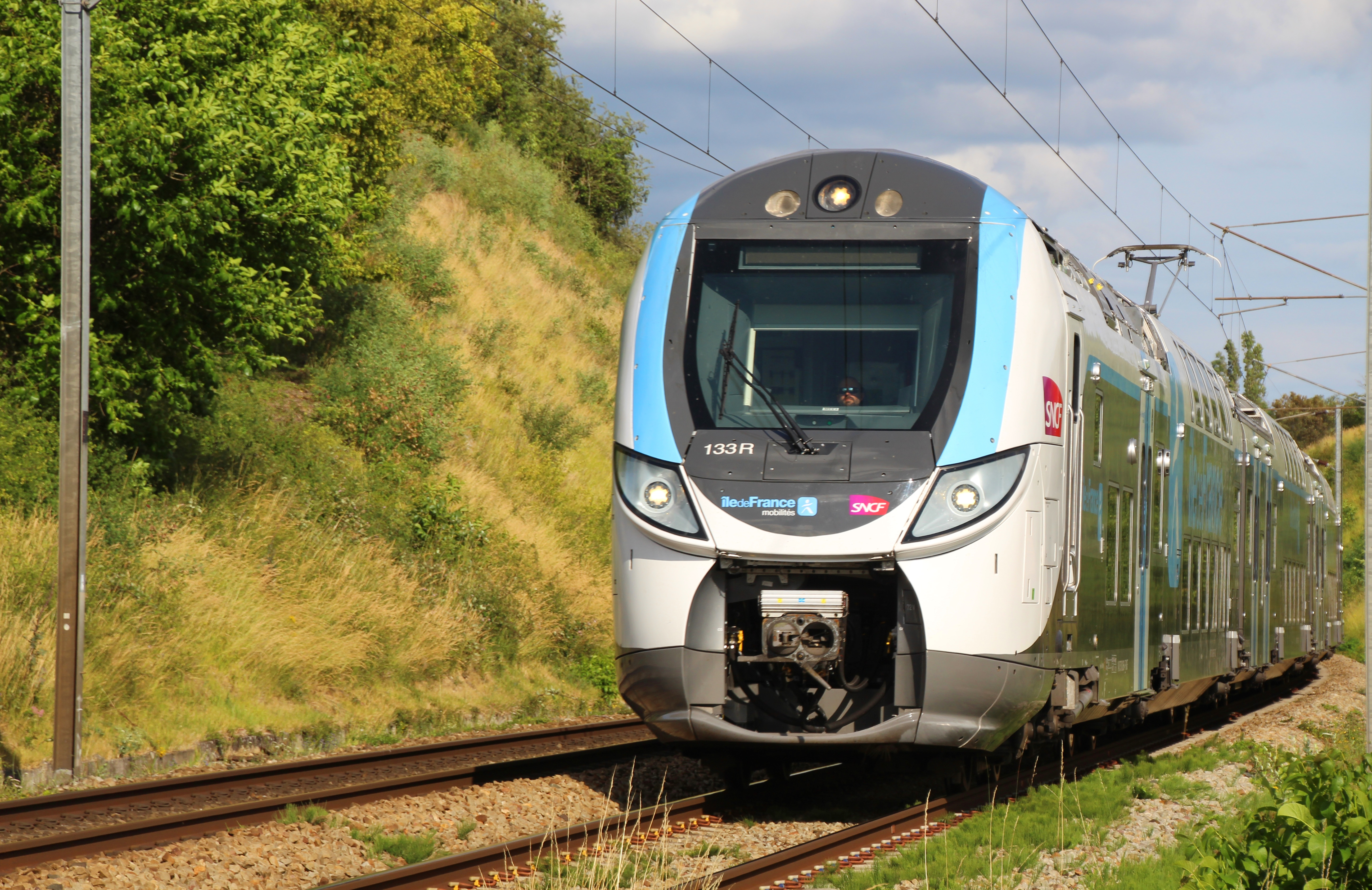
Un Regio 2N (Z 57000) de la ligne N du Transilien, à Cherisy.
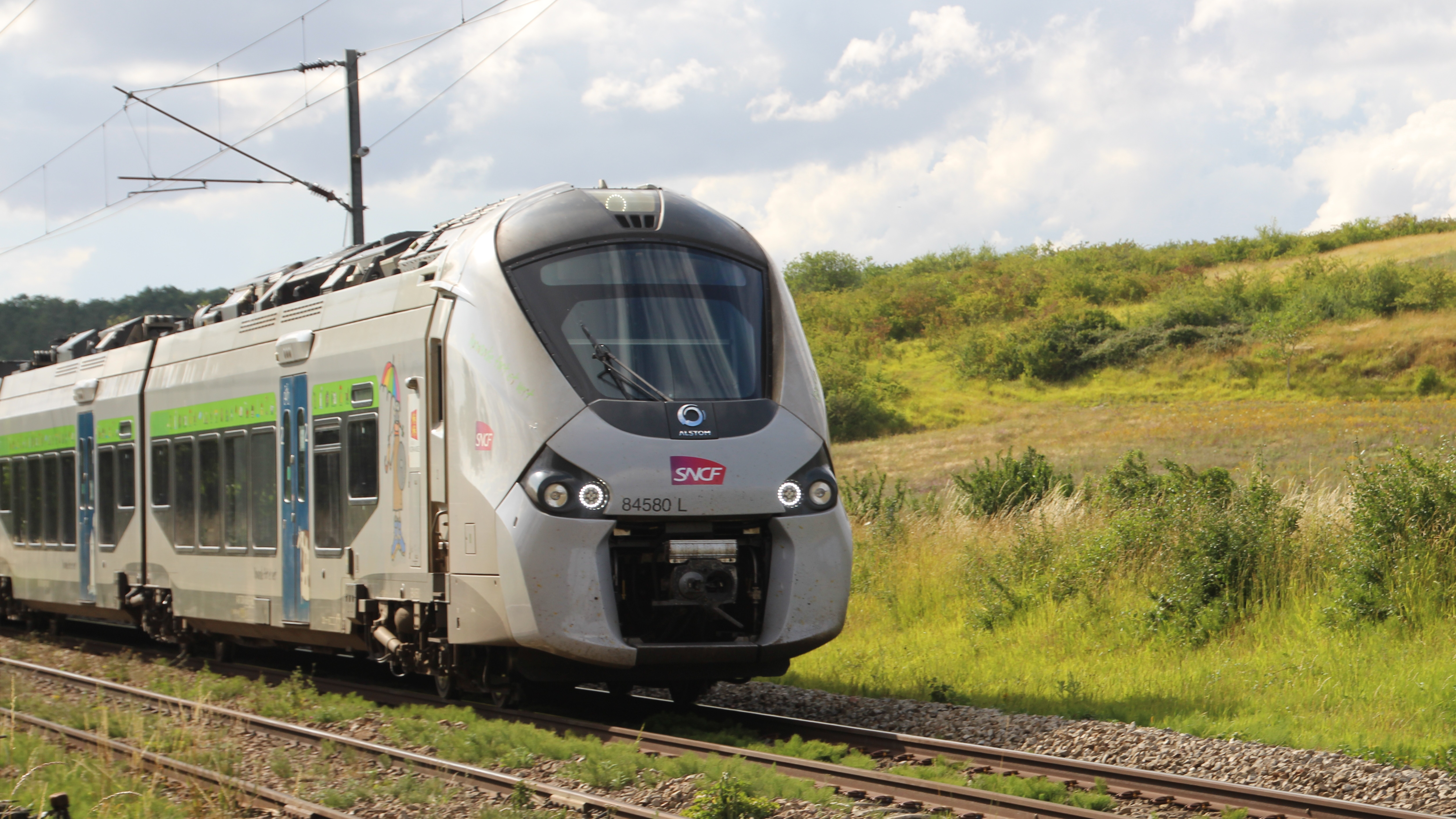
Un Régiolis (Z 84500) du TER Normandie, à Cherisy.
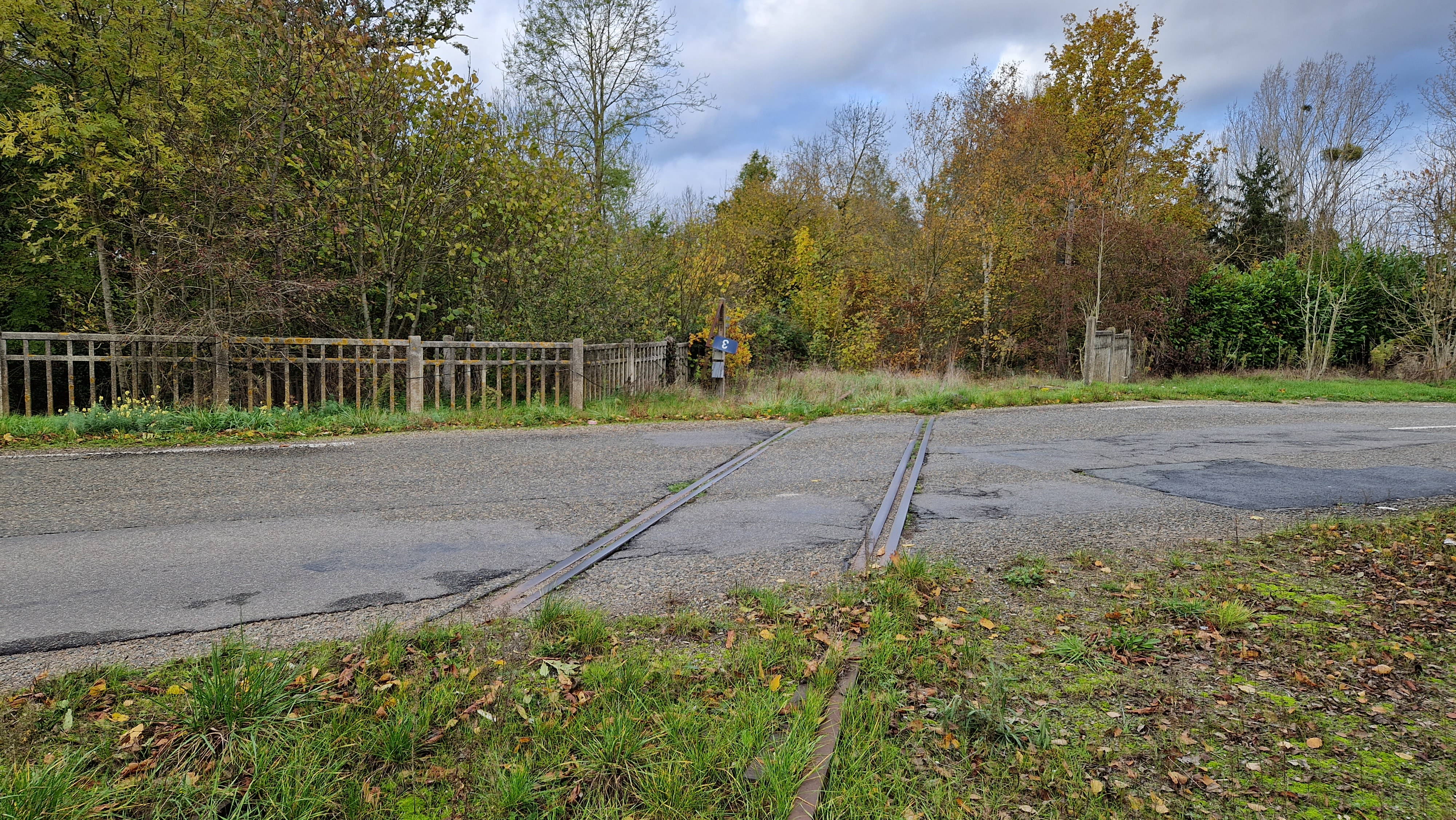
Le passage à niveau PN3 sur la rue des Osmeaux, vestige de l’ancienne ligne de Dreux à Saint-Aubin-du-Vieil-Évreux.

#### Réseau cyclable
L’itinéraire « Saint-Jacques à vélo V 41 » traversant la région Centre-Val de Loire passe par le territoire communal. Plusieurs aménagements réalisés entre 2010 et 2013 ont permis la création d’un espace sécurisé pour les cyclistes, avec la création de plusieurs chemins cyclables séparés de la route.

#### Réseau de transports en commun
Le réseau de bus Linéad est le réseau urbain qui dessert la ville de Dreux et son agglomération. Jusqu’en 2021, la ligne 5 permet de se rendre à Cherisy, avec un arrêt au moulin de Cherisy-Lethuillier et un autre dans les Hauts de Cherisy. Le 5 juillet 2021, le réseau Linéad est remodelé, et toutes les lignes sont supprimés pour laisser place a de nouvelles. Deux des 9 nouvelles lignes passent par Cherisy.
La ligne 8, faisant le trajet entre la gare de Dreux et celle de Marchezais - Broué, passe par le centre de la commune (arrêt « Le Moulin »), et le hameau du Petit Cherisy (arrêt « Petit Chérisy »).

La ligne 5, faisant le trajet entre la gare de Dreux et La Chaussée-d’Ivry, passe par le hameau de Fermaincourt. L’arrêt « Fermaincourt » est cependant géographiquement quelques mètres en dehors de la commune, dans celle de Montreuil.

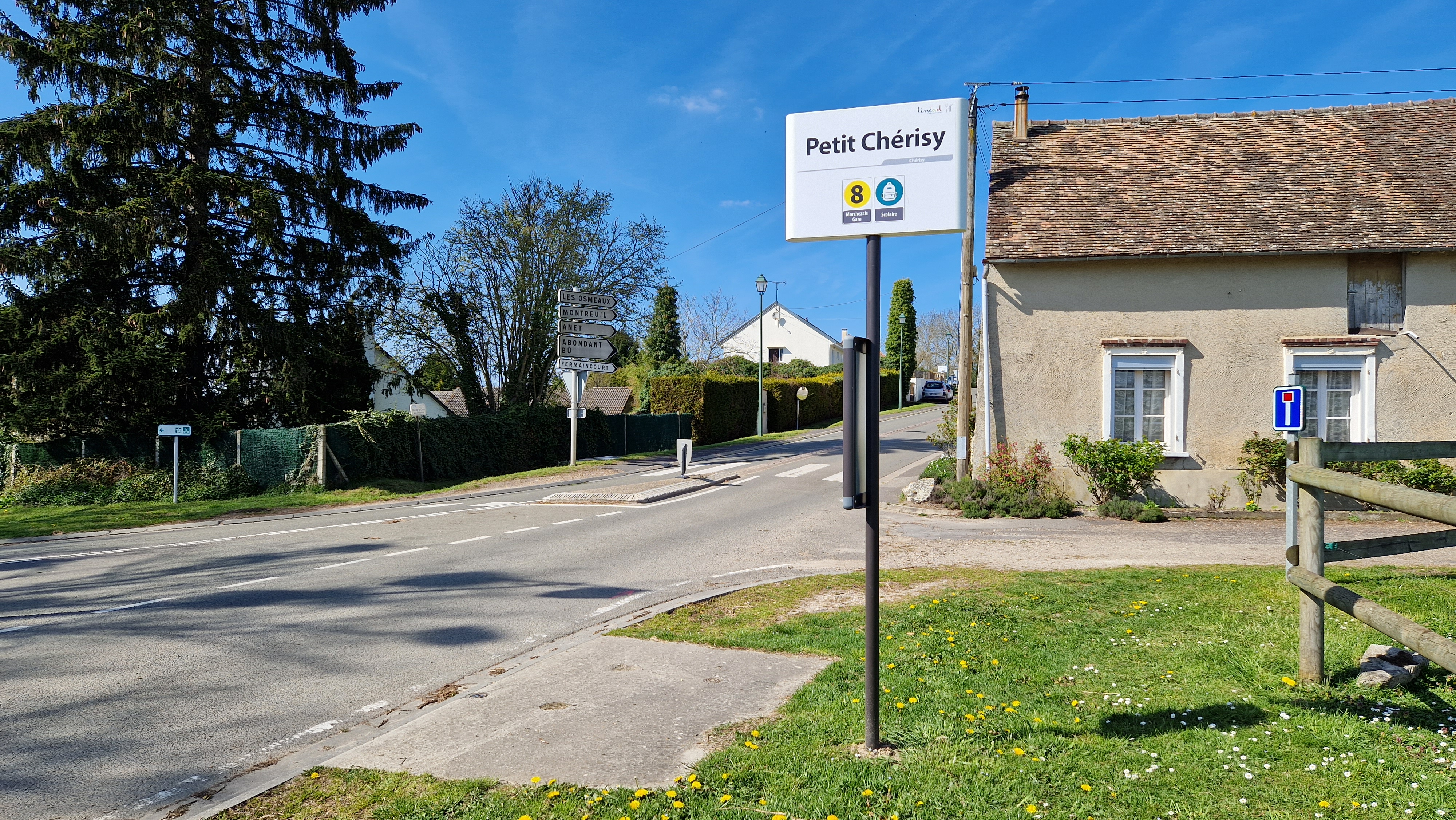
L’arrêt de bus « Petit Cherisy », sur la ligne 8.
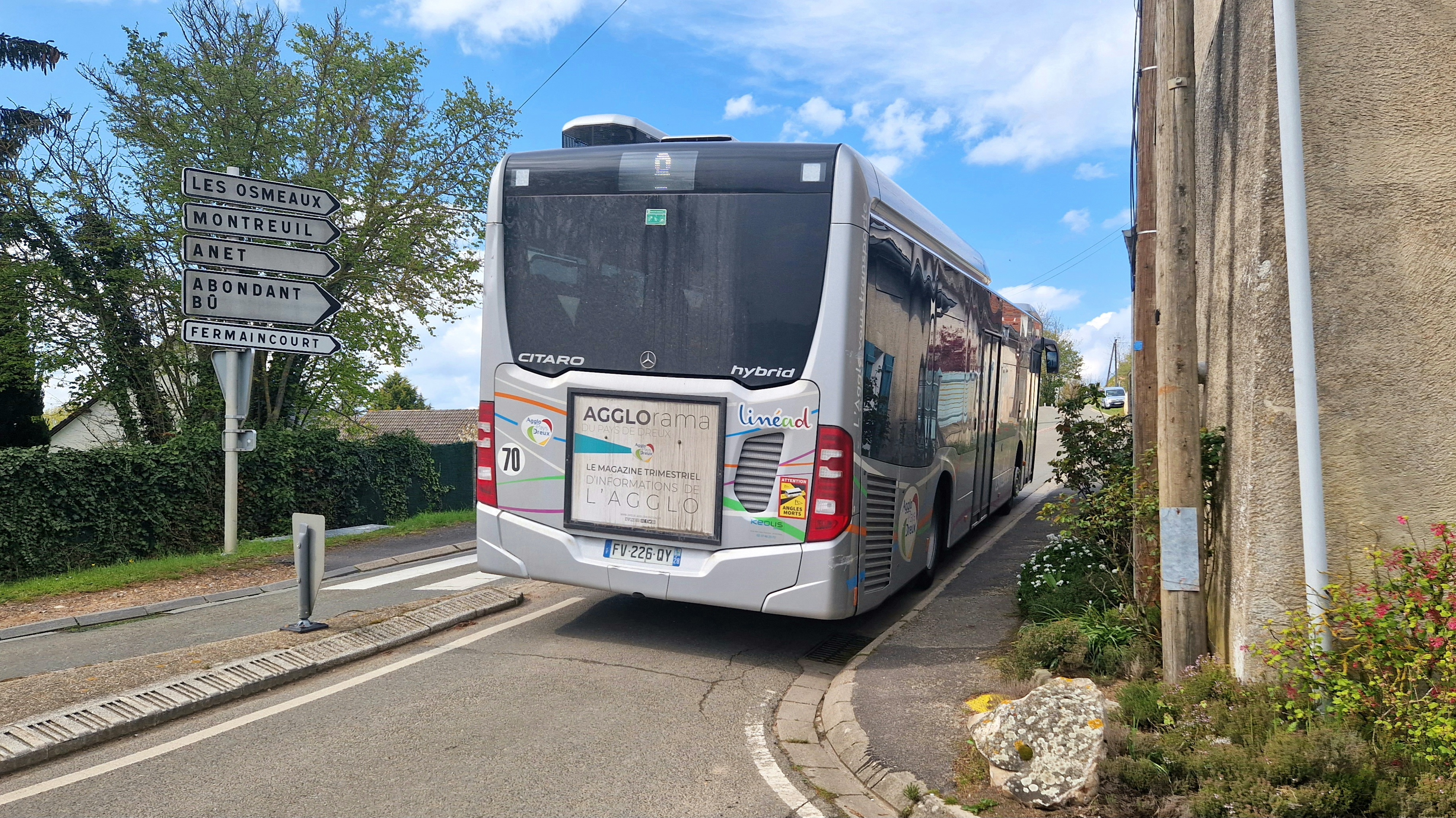
Un bus Linéad à Cherisy.

Les habitants peuvent également avoir recours au transport à la demande (TAD) qui est géré par la communauté d’agglomération du Pays de Dreux. La commune est également desservie par une partie du réseau Réseau de mobilité interurbaine (Rémi), dont les collégiens et lycéens sont les principaux usagers.

### Risques majeurs
Le territoire de la commune de Cherisy est vulnérable à différents aléas naturels : météorologiques (tempête, orage, neige, grand froid, canicule ou sécheresse), inondations, mouvements de terrains et séisme (sismicité très faible). Il est également exposé à un risque technologique, le transport de matières dangereuses. Un site publié par le BRGM permet d’évaluer simplement et rapidement les risques d’un bien localisé soit par son adresse soit par le numéro de sa parcelle.

#### Risques naturels
Certaines parties du territoire communal sont susceptibles d’être affectées par le risque d’inondation par débordement de cours d’eau et par ruissellement et coulée de boue, notamment la Blaise et l’Eure. La commune a été reconnue en état de catastrophe naturelle au titre des dommages causés par les inondations et coulées de boue survenues en 1995, 1999 et 2018,.

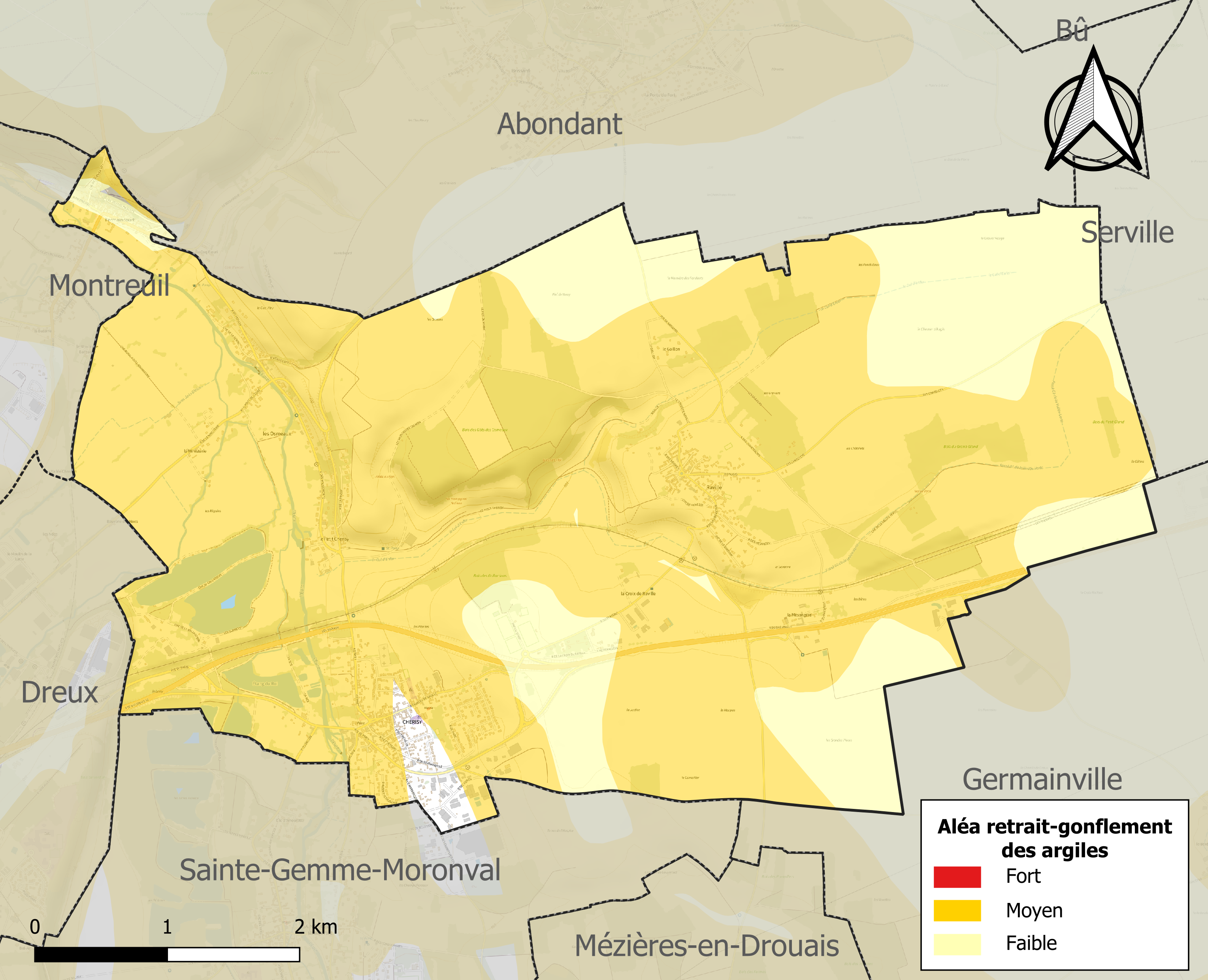
Carte des zones d’aléa retrait-gonflement des sols argileux de Cherisy.

Les mouvements de terrains susceptibles de se produire dans la commune sont des mouvements de sols liés à la présence d’argile, des affaissements et effondrements liés aux cavités souterraines (hors mines) et des effondrements généralisés. L’inventaire national des cavités souterraines permet de localiser celles situées dans la commune.
Le retrait-gonflement des sols argileux est susceptible d’engendrer des dommages importants aux bâtiments en cas d’alternance de périodes de sécheresse et de pluie. 78,6 % de la superficie communale est en aléa moyen ou fort (52,8 % au niveau départemental et 48,5 % au niveau national). Sur les 808 bâtiments dénombrés dans la commune en 2019, 661 sont en aléa moyen ou fort, soit 82 %, à comparer aux 70 % au niveau départemental et 54 % au niveau national. Une cartographie de l’exposition du territoire national au retrait gonflement des sols argileux est disponible sur le site du BRGM,.
Concernant les mouvements de terrains, la commune a été reconnue en état de catastrophe naturelle au titre des dommages causés par des mouvements de terrain en 1999 et 2018.

#### Risques technologiques
Le risque de transport de matières dangereuses dans la commune est lié à sa traversée par des infrastructures routières ou ferroviaires importantes ou la présence d’une canalisation de transport d’hydrocarbures. Un accident se produisant sur de telles infrastructures est en effet susceptible d’avoir des effets graves au bâti ou aux personnes jusqu’à 350 m, selon la nature du matériau transporté. Des dispositions d’urbanisme peuvent être préconisées en conséquence.

## Toponymie

### Cherisy
Attestée sous la forme Carisiacum en 900, Cauraciacus en 954, Carisiacus en 980, Corisiacus en 982, Carisiacus en 986, Charisei en 1150, Cherisiacum en 1220, Charisiacum en 1221, Cherisi en 1250, Cherisiacum en 1448, Cherisy-la-ville en 1482, Cherisy en 1565, Saint-Pierre de Cherisy en 1736, Cherisi en 1793, Cherizy en 1801,.
Selon le code officiel géographique (COG) de l’Institut national de la statistique et des études économiques (INSEE), la commune s’écrit Cherisy, mais étant donné sa discordance avec sa prononciation, la mairie a généralisé l’écriture Chérisy. Il ne s’agit pas d’une mesure de changement de nom de commune, mais simplement l’ajout d’un accent sur les panneaux, les bâtiments, ou les documents de la commune.

### Hameaux
Le nom Les Osmeaux viendrait de l’arbre l’orme, donnant Les Ormeaux, petits ormes. Le nom aurait dégénéré plus tard en Les Ourmeaux, puis Les Oumeaux. Cependant, sur la carte de Cassini (1750), le hameau apparaît sous le nom Les Meaux, remettant en cause cette hypothèse étymologique. Enfin, on l’appelle Les Osmeaux en 1780.
Le hameau de Raville est documenté depuis le début du XIIe siècle (en latin : Rara Villa en 1118, Regalis Villa en 1126). On le retrouve sous le nom Râville dans la carte d’état-major (1834). Si le premier nom peut indiquer une villa romaine, le second désignerait plus une appartanace royale.
Fermaincourt, dont l’orthographe primitive est Fremincourt, figure sous plusieurs noms au cours des siècles : Firmari Curia en 1127 Firma Curia en 1178, Firmini Curtis en 1197. Plus tard, le hameau est documenté Fermencourt sur la carte de Cassini (1750), puis Fermincourt sur la carte d’état-major (1834).
Le Petit Cherisy a toujours gardé le préfixe Petit, ainsi son nom a suivi la toponymie de Cherisy. D’abord Le Petit Cherisy, puis Le Petit Cherizy, et Le Petit Cherisy. Aujourd’hui, la commune tente également de populariser l’écriture Le Petit Chérisy avec un « é ».

## Histoire

### Préhistoire
Au lieu-dit des Forts, quelques fosses et fossés ont livré des tessons de céramique protohistorique non datée avec précision, le terrain ayant été bombardé au cours de la Seconde Guerre mondiale.
À l’occasion de travaux réalisés à Fermaincourt en bordure de la route d’Anet à Angerville, un site gallo-romain précédemment repéré a été sauvé. Une seule structure a été mise au jour : structure de cuisson de forme hémisphérique à fond plat, de 1,50 m de profondeur, creusée dans le calcaire, et revêtue d’argile cuite. La structure elle-même n’a pas fourni de matériel datant, mais des tessons gallo-romains et fragments de tegulae ont été découverts au cours de la fouille.

### Antiquité

#### Berceau du druidisme
Les druides sont durant l’Antiquité très présents dans Dreux et les communes environnantes, comme l’atteste l’étymologie des noms de Dreux et de « druides ». De nombreuses localités s’établissent autour de la forêt de Dreux (ancienne forêt des Carnutes), et Fermaincourt semble en avoir été le centre. Sur l’emplacement actuel du hameau, se trouve alors une des plus importantes et anciennes cités de Gaule et du monde, comme le cite notamment l’astronome babylonien Bérose en 272 av. J.-C..
Un ensemble de poteries en céramique grise pouvant dater du Ier siècle a été découvert dans le hameau des Osmeaux par Pierre Dabat, et des prospections aériennes ont révélé des enclos et des habitats romains, confirmés au sol par des monnaies, un poids de balance, de la céramique, des tegulae et imbrices au Clos Vitry.

### Moyen Âge

#### Fondation de Cherisy et de Fermaincourt
Sous la dynastie mérovingienne, les rois établissent leur palais à Fermaincourt, où le roi présidait les assemblées nationales à dates régulières. Un château-fort est construit pour intercepter et stopper les invasions normandes qui deviennent de plus en plus nombreuses en Beauce. Il fut assiégé vers 1591 par Henri IV lors des guerres de religion, puis fut détruit,.
À proximité de la rivière l’Eure, dans le hameau de Fermaincourt, des corps positionnés en direction de l’est et des fragments de sarcophages de forme trapézoïdale ont été découverts par Pierre Dabat, ce qui permet de penser qu’il s’agit peut-être d’une nécropole rurale du Haut Moyen Âge.

Cherisy sur la carte de Cassini, en 1750, avec les limites actuelles de la commune.

Ruiné à la suite de la guerre de Cent Ans, Fermaincourt est déserté. Sous Louis XI, des religieux de l’ordre des Prémontrés reviennent s’installer dans le village, et un prieuré est construit. Il s’agit d’un grand corps de logis avec des chambres, une écurie et une volière. À cette époque se trouvait une chapelle à l’emplacement de la chapelle actuelle, Notre-Dame-des Sept-Joies, qui fut vendue en 1791 comme bien national. La chapelle présente de nos jours est reconstruite par le Comte Potocki après avoir acquîs domaine.
À la fin du XVIIe siècle, Monsieur Menestrel, seigneur du Petit Cherisy, fait construire un château que possède Louis II du Bouchet de Sourches, 3e marquis de Sourches, en 1759,.

### Révolution française et Empire
En 1793, lors de la Révolution française, l’église de Fermaincourt a été brûlée, ce qui mit un terme définitif à sa prédominance sur Cherisy.
À la même époque, Cherisy prend de plus en plus d’importance : c’est le lieu de passage de Paris à Dreux et vers la Basse Normandie par la voie royale numéro 12.

### Époque contemporaine

#### Développement de la ville auXIXesiècle

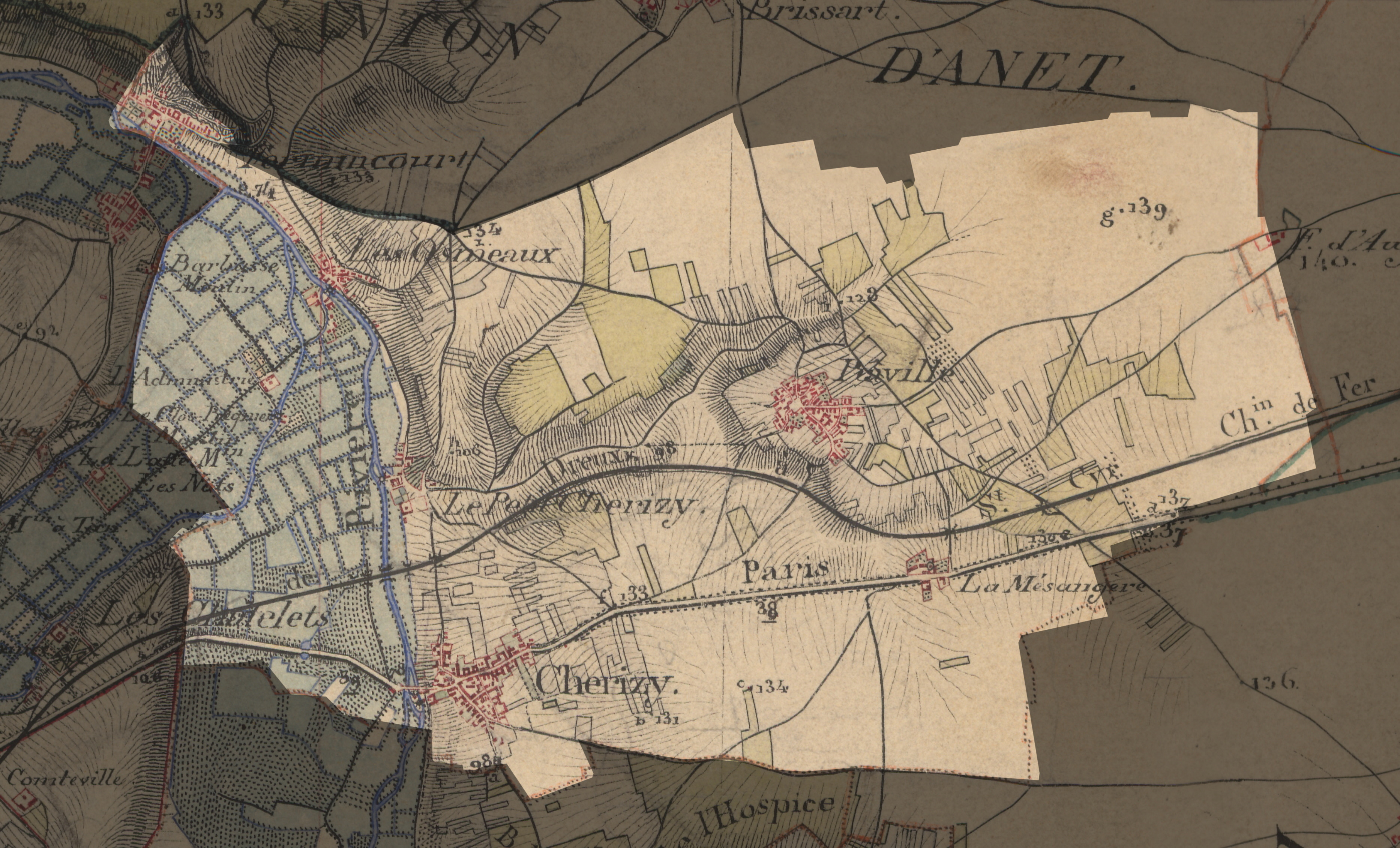
Cherisy sur la carte d’état-major, en 1834. Les limites de la commune sont presque les mêmes qu’aujourd’hui.

C’est au début XIXe siècle que la commune de Cherisy a connu un important développement au niveau des hameaux de Fermaincourt, Les Osmeaux, Le Petit Cherisy, Cherisy et Raville. Le développement de cette époque forme le noyau central du tissu bâti actuel, de son identité paysagère, mais aussi de ses limites communales qui n’ont quasiment pas été modifiées depuis.
À la fin du XIXe siècle, Cherisy se trouve traversé par la voie ferrée des Chemins de Fer d’Orléans et voit ainsi son territoire communal coupé en deux.

#### Guerre franco-allemande
Durant la guerre franco-allemande de 1870, Cherisy est un passage stratégique près de l’Eure. Après la défaite des troupes françaises, notamment lors de la bataille de Sedan, l’inquiétude est forte dans la région drouaise : la ligne de Saint-Cyr à Surdon et les câbles de télégraphe ayant été coupés entre Dreux et Versailles, il n’y a aucune communication avec Paris, déjà assiégée depuis le 17 septembre 1870. Dans l’autre direction, vers Granville, le trafic est ralentit, mais quelques familles en profitent pour fuir en train vers la Bretagne. Avec les nombreuses pertes dans l’armée régulière, la garde nationale mobile, sorte d’ancêtre de la réserve militaire, se trouve alors à représenter à elle seule l’essentiel des forces armées françaises. Occupé à la protection de Chartres et Châteaudun, le 69e régiment de mobiles d’Eure-et-Loir est relayé au nord par deux bataillons du 49e régiment de mobiles de l’Orne.
Le 8 octobre, vers 12 h, une vingtaine de soldats du 10e régiment de hussards de Magdebourg et de la 13e brigade de cavalerie se présentent aux Osmeaux et demandent la direction de Dreux. Un employé du moulin des Osmeaux est envoyé à Dreux par son patron pour prévenir de l’arrivée des soldats allemands. Pour arriver avant les soldats, l’employé passe par le chemin de la fontaine, derrière le moulin, lui donnant quelques minutes d’avance pour annoncer la nouvelle. Une trentaine de hussards arrivent alors rue Saint-Jean et remettent à Eugène Batardon, maire de Dreux, une dépêche du commandant Baron von Rainben lui demandant de le rejoindre à l’entrée de la ville. Il s’y rend, l’officier allemand lui demande une grande quantité de logis pour ses troupes, ce que refuse fermement le maire. La 1re compagnie d’éclaireurs, réunie trop tard, ferait face à trop d’hommes, les allemands étant déjà entrés dans Dreux. Le capitaine Troncy ordonne donc de partir vers Cherisy. Des habitants signalent que quelques soldats prussiens se sont arrêtés sur le bord de la route, aux limites du village. Cette nouvelle suscite de vives émotions, et certains habitants vont même chercher leurs fusils de chasse pour se joindre au soldats et repousser les allemands. Dans la confusion générale, un coup de feu est accidentellement tiré, alertant les hussards qui se précipitent de fuir. Les éclaireurs tirent alors sur les fuyards, et malgré la distance, un cheval est touché, et le cavalier fait prisonnier.
Durant la nuit, le commandant du 2e bataillon du 49e régiment de mobiles de l’Orne travaille sur un plan pour repousser une possible attaque le lendemain. Selon ses plans, les gardes nationaux se portent sur le village, pendant que les éclaireurs se tiennent à l’est et les mobiles de l’Orne au sud afin de prendre le village en tenaille. Cette nuit, arrivent en renfort les pompiers de Saint-Rémy-sur-Avre qui se portent sur Fermaincourt.
Le lendemain, 9 octobre, le capitaine Troncy reçoit le commandement des trois compagnies d’éclaireurs. Les trois unités partent de bonne heure, une reste sur le pont, tandis que les deux autres se postent dans les bois autour de Raville. Très désorganisé, 2e bataillon du 49e régiment de mobiles de l’Orne part vers 10 h. Renforcé par d’autres hommes venus de l’extérieur, il est formé de cinq peloton, dont un de pompiers. Un groupe se sépare et se poste en hauteur, derrière le parc de Comteville, à l’emplacement de l’actuel bois de Verdun pendant que les gardes continuent avec difficulté leur attaque aux abords du village. Les unités, disparates et sous-équipées, se disloquent et battent en retraite. Des fuyards se rendent à Dreux pour annoncer l’imminente défaite et la probable arrivée des allemands dans la ville d’ici moins d’une heure. Mais les gardes nationaux continuent la riposte, embusqués devant le pont de l’Eure. Vers 15 h, arrivent enfin les mobiles de l’Orne, qui avaient égaré trois compagnies. La stratégie initiale peut alors se dérouler comme prévu, les mobiles attaquent par surprise le sud en passant par le bois de l’Hospice, prenant en tenaille les allemands en déroute. Deux sections, sous les ordres du lieutenant Baudry tombent sur le poste bavarois qui défendait le passage près de l’Eure. Sept allemands sont tués, quatre blessés et huit sont faits prisonniers. Les gardes nationaux, rejoignent alors les mobiles de l’Orne dans le village, devant le moulin. Les allemands battent en retraite jusqu’à la Mésangère, où il essuient des tirs des deux compagnies postés dans le bois au nord. Les troupes françaises font quelques prisonniers, et une heure plus tard plus aucun allemands n’est dans la commune. Coté français, on ne recense que quelques blessés sans gravité.
Dans la soirée du 9 au 10 octobre, toutes les troupes reviennent coucher à Dreux. Le lendemain à 5 h, les troupes se rassemblent place Métezeau, à Dreux, et partent vers Cherisy. Vers 11 h 30, à peine positionnées, les troupes françaises sont attaqués par près de 2 000 hommes, mais le combat est court et les allemands reprennent le contrôle du village. Dans le but d’annihiler toute nouvelle tentative de résistance, le général Adlabert von Bredow ordonne d’incendier Cherisy. Les ulhan font rapidement évacuer le bourg, puis les troupes incendiaires mettent feu à une cinquantaine d’habitations vers 16 h. Ils se retirent ensuite vers l’est, après avoir aussi incendié le lieu-dit de la Mésangère.

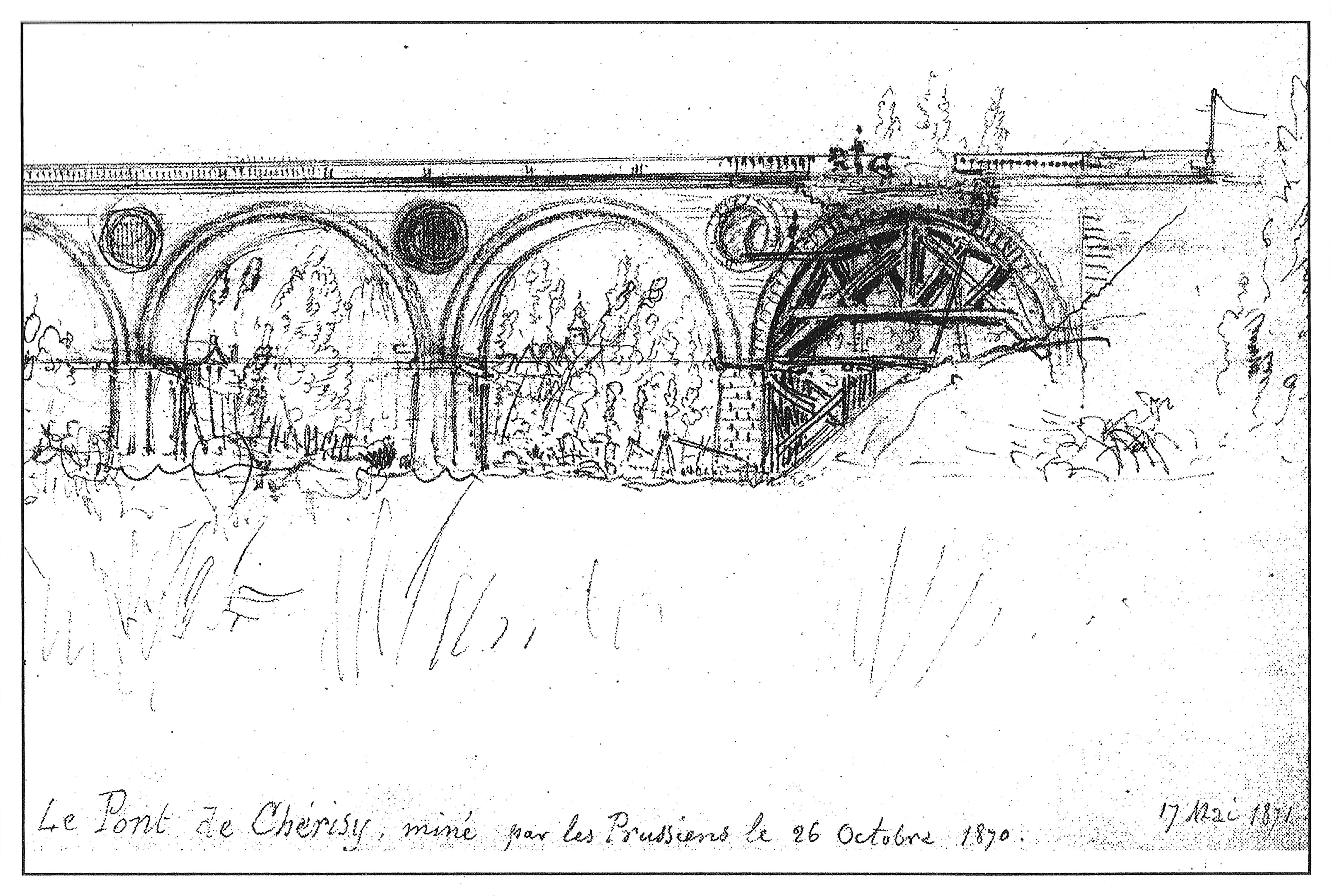
Dessin du minage du viaduc.

Dans la soirée, les secours de Dreux arrivent, mais sans chevaux, les pompiers sont contraints d’amener leur pomper à bras en passant par les Osmeaux, le pont de l’Eure étant devenu infranchissable avec les barricades. Durant la bataille de Cherisy, les allemands auraient perdu plus de 300 soldats.
Plus tard, le 26 octobre 1870, les prussiens minent le viaduc de Cherisy.

#### Première Guerre mondiale
Cherisy est une commune marquée par la Première Guerre mondiale. Après la destruction du village 50 ans plus tôt, beaucoup d’habitants partent à la guerre dans l’objectif de venger la ville. Entre 1914 et 1915, le bourg de Cherisy était le lieu de cantonnement du 9e régiment d’infanterie territoriale et ses 1 500 hommes. Les officiers étaient logés chez les habitants ou dans les auberges. En 1915, la 25e et la 32e compagnie du 101e régiment d’infanterie sont cantonnés dans les hameaux des Osmeaux et de Fermaincourt.

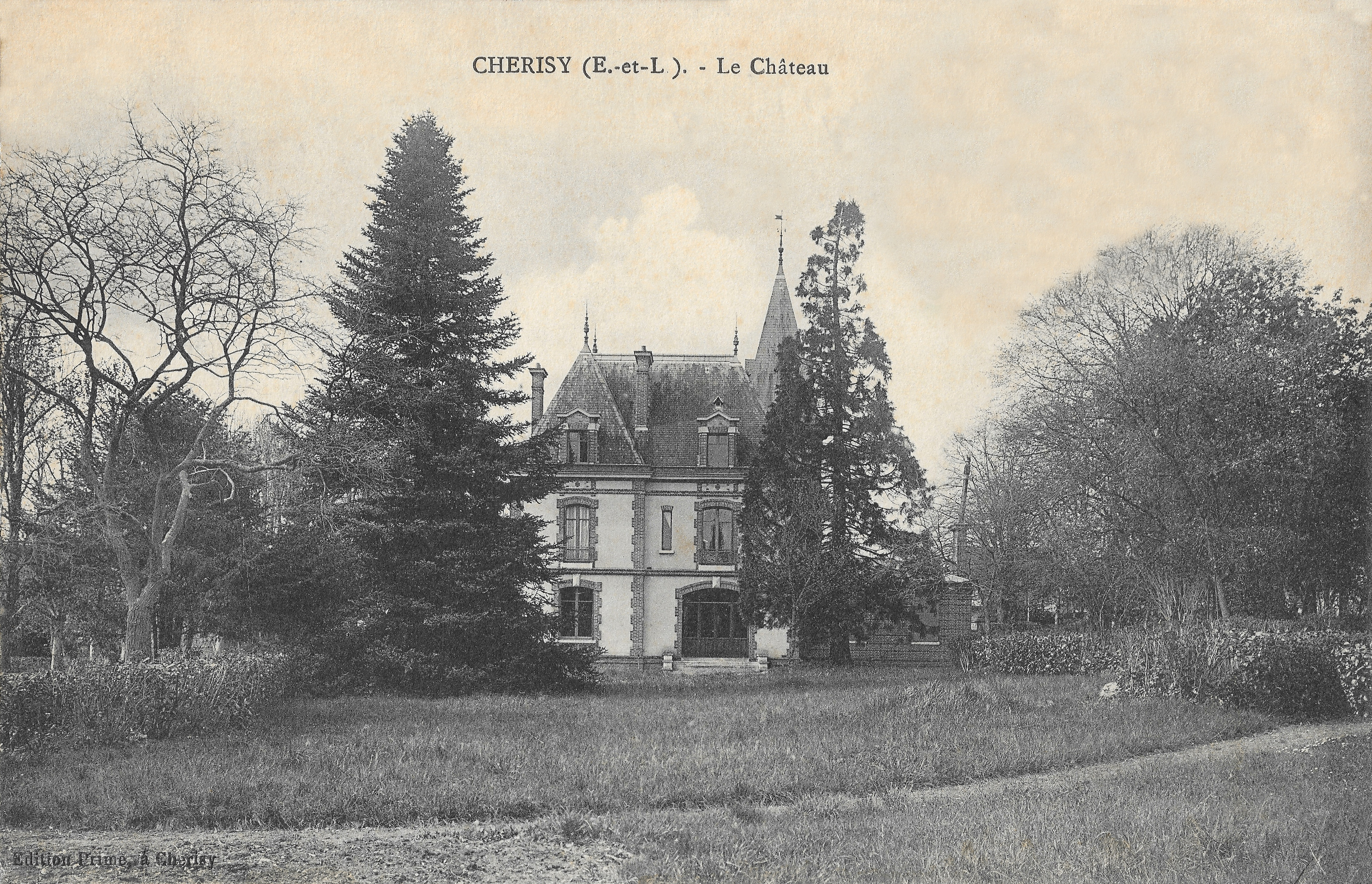
Le château de Cherisy en 1913.

Au total, 27 cherisiens partis à la guerre perdront la vie, en plus des 3 hommes appartenant aux unités présentes dans la commune à ce moment.

#### Seconde Guerre mondiale
Durant la Seconde Guerre mondiale, le viaduc de Cherisy, sur la ligne de Saint-Cyr à Surdon reliant Paris à Granville, est détruit le 19 juillet 1944 par la résistance intérieure française d’Eure-et-Loir sous le commandement de Maurice Clavel, pseudonyme Sinclair, afin d’empêcher la Wehrmacht de faire monter des renforts en hommes et matériels vers la Normandie. Lors d’un parachutage de matériel à Crucey-Villages, des résistants récupèrent 80 kg de plastic. La dizaine d’hommes pose les explosifs à 0 h 30 et le viaduc explose à 3 h 15. La pile médiane s’effondre alors, entraînant la chute de deux voûtes voisines. Sinclair transmettra le soir même au groupe un télégramme du Général Dwight Eisenhower, « adresse félicitations du Grand État-major interallié à l’équipe qui a procédé à la destruction du viaduc de Cherisy ».

Une carte du bombardement. En rouge, les emplacements des bombes larguées, en noir la voie ferrée et en orange le viaduc de Cherisy.

Dès le lendemain, les allemands décident de reconstruire le pont au plus vite et des ingénieurs de l’Organisation Todt et du génie viennent sur place. La résistance intérieure française informe les alliés de ce projet, qui décident d’organiser un bombardement. Le 13 août 1944, à 20 h 47, 32 Martin B-26 Marauder du 391e groupe de bombardement décollent de la base Royal Air Force Matching, dans l’Essex. Ils passent les côtes françaises à 19 h 15, alors au-dessus de Houlgate, et adoptent une formation finger-four. Ils arrivent à 22 h 34, mais la Flak riposte et 9 avions sont légèrement touchés. En larguant une bombe, l’un des B-26 vise l’aile droite d’un autre bombardier, plus bas. Perdant un moteur, celui-ci bascule et touche un autre avion. Les deux appareils basculent et s’écrasent au-dessus du bois des Gâts des Osmeaux. L’accident fait onze morts et un prisonnier,. Au total, 140 bombes sont largués, sur plus de 60 hectares. Il s’agissait de la 144e mission du 391e groupe de bombardement.
Alors que Dreux est libérée le 16 août 1944 par la 5e Division blindée US, les troupes allemandes fuient par le pont de Cherisy. Le plan est de faire passer le plus de véhicules puis de détruire le pont au dernier moment. Vers midi, alors que les troupes américaines se présentent, les quelques soldats allemands restés font sauter le pont grâce aux explosifs installés dans la matinée. Le pont n’est pas entièrement démoli mais est devenu infranchissable.

Le 17 août 1944, à Fermaincourt, des troupes américaines font face à des éléments disparates d’unités allemandes en retraite. Le combat fait 17 morts allemands et un mort américain. La reconstruction du viaduc de Cherisy débute en février 1945.

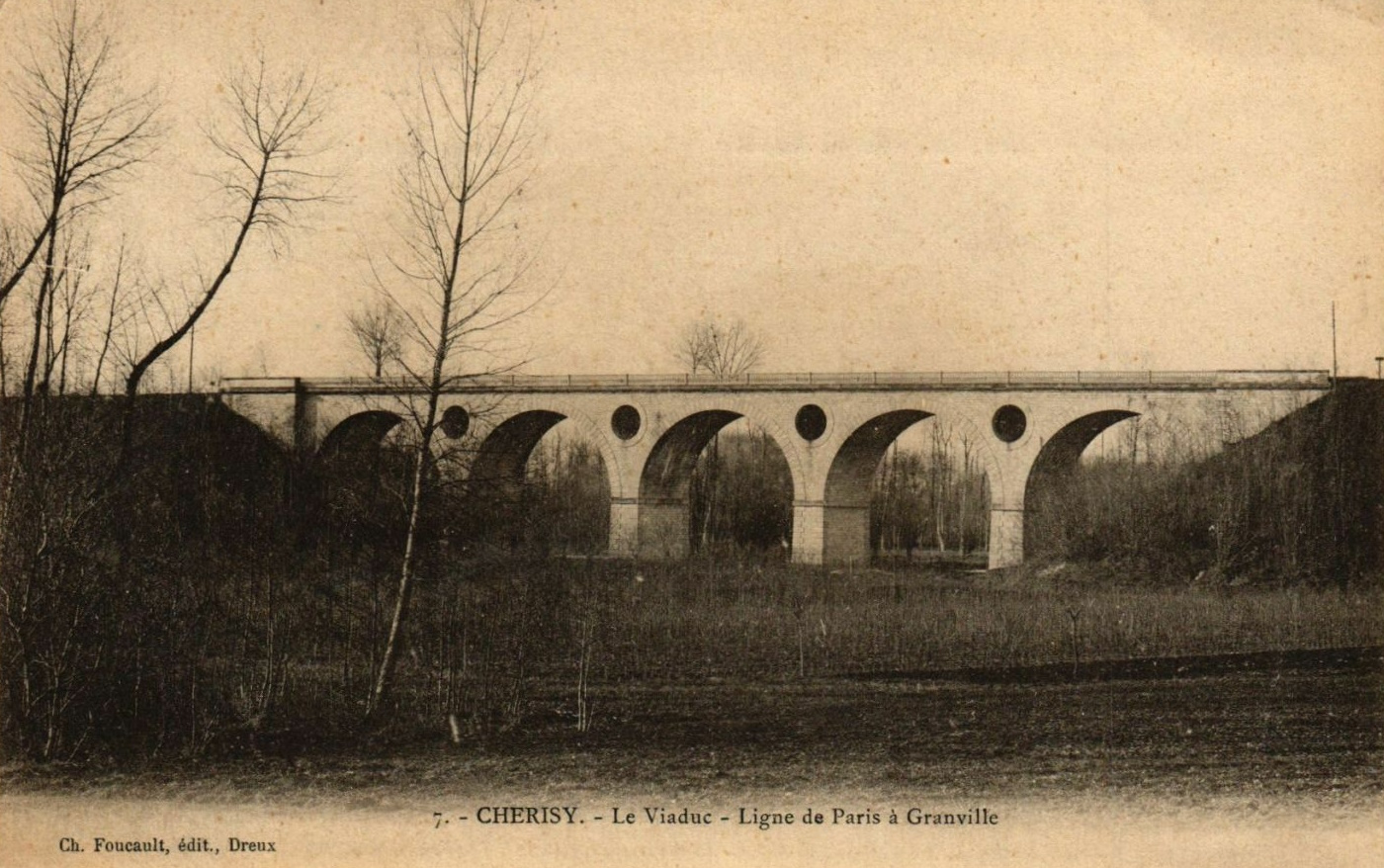
Le viaduc de Cherisy avant sa destruction.
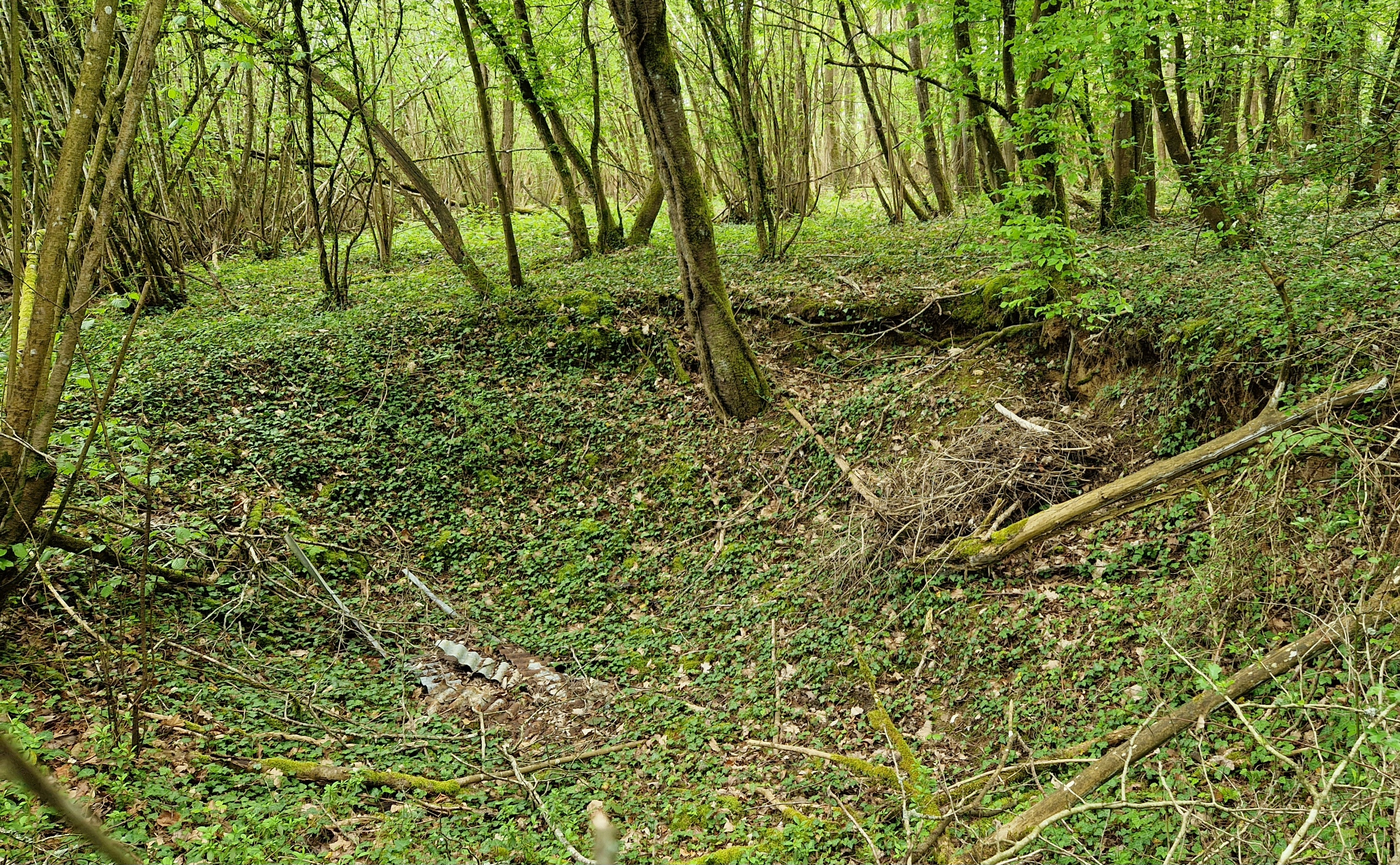
Un des nombreux trous de bombe encore visibles dans le bois des Gâts des Osmeaux.
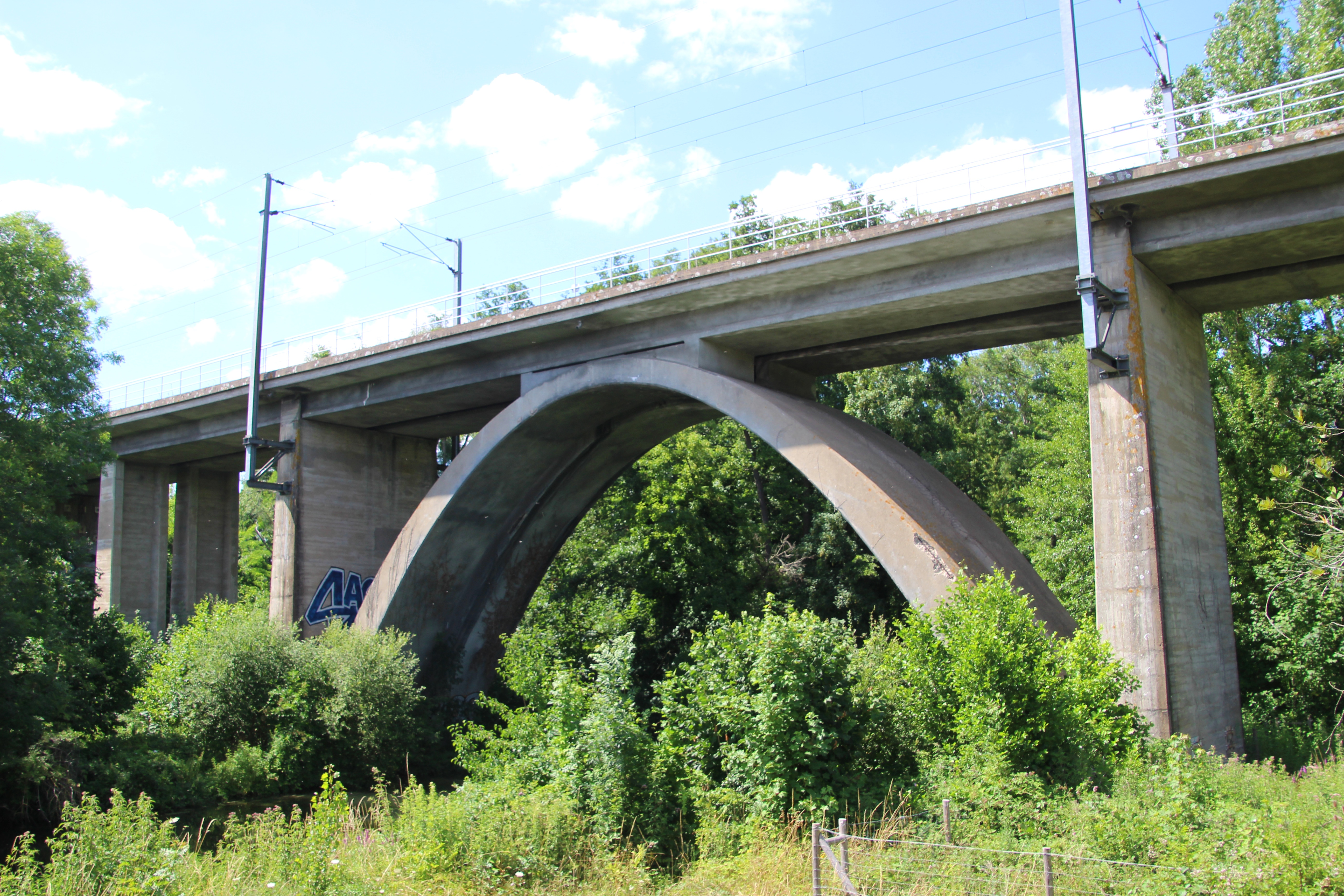
Le viaduc de Cherisy après sa reconstruction.

#### Second développement auxXXeetXXIesiècles
Le tissu bâti de Cherisy a continué de se développer tout au long des XXe et XXIe siècles. À partir des années 1960, la commune est marquée par l’implantation de nouveaux lotissements :
- 1960 : le hameau de Raville est densifié et les lieux-dits de la Vallée Douard et de la Croix de Raville sont construits ;
- 1970 : ne comptant à l’époque que quelques maisons, le hameau du Petit Cherisy s’agrandit avec la construction de la rue de la Pinède ;
- 1980 : le centre-ville de Cherisy est densifié et des bâtiments sont construits le long de la rue Charles de Gaulle ;
- 2000 : création de la rue en zone de rencontre des Camélias.

Au XXIe siècle, l’urbanisation est plutôt forte à l’échelle communale avec plus d’une cinquantaine de maisons construites depuis les années 2000 et des zones d’activités portées par la communauté d’agglomération du Pays de Dreux.

## Politique et administration

### Tendances politiques et résultats
À l’élection présidentielle de 2017, les électeurs de la commune ont placé en tête au premier tour Marine Le Pen (FN), qui a obtenu 23,55 % des suffrages, devançant Emmanuel Macron (EM) avec 23,17 %, François Fillon (LR) avec 21,37 %, et Jean-Luc Mélenchon (FI) avec 14,62 %. Le taux de participation au premier tour s’élevait à 82,22 %. Au second tour, les électeurs ont favorisé Emmanuel Macron (62,49 %) face à Marine Le Pen (37,41 %). Le taux de participation au second tour s’élevait à 78,79 %.
Aux élections législatives de 2017, le candidat des Républicains Olivier Marleix arrive en tête au premier tour avec 33.65 % des voix, devant Claire Tassadit Houd (EM) avec 31.12 % et Aleksandar Nikolic (FN) avec 12.16 %. Le second tour confirme cette tendance, Olivier Marleix devançant Claire Tassadit Houd (57.93 % contre 42.07 %) et étant élu avec 59,38 % des voix sur l’ensemble de la circonscription.

### Liste des maires
| Période                                  | Période   | Identité                              | Étiquette          | Qualité |
| ---------------------------------------- | --------- | ------------------------------------- | ------------------ | --- |
| Les données manquantes sont à compléter. |           |                                       |                    | |
| 1798                                     | 1801      | Pierre Barbier                        |                    | Vigneron |
| 1801                                     | 1815      | Pierre Marais                         |                    | |
| 1815                                     | 1830      | Pierre Metay                          |                    | |
| 1830                                     | 1846      | Pierre Broux                          |                    | Vigneron |
| 1846                                     | 1870      | Charles Dagron                        |                    | |
| 1870                                     | 1876      | Alphonse Baubion                      |                    | |
| 1876                                     | 1877      | Jean Moreau                           |                    | |
| 1877                                     | 1884      | Louis Langlois                        |                    | |
| 1884                                     | 1892      | Aimé Langlois                         |                    | |
| 1892                                     | 1896      | François Poussier                     |                    | |
| 1896                                     | 1919      | Léopold Melleville                    |                    | Cultivateur, conseiller d'arrondissement |
| 1919                                     | 1945      | Louis Rivet                           |                    | Fromager |
| 1945                                     | mars 1977 | Albert Lethuillier (1901-1984)        |                    | Président des moulins de Cherisy |
| mars 1977                                | En cours  | Michel Lethuillier, Fils du précédent | RPR → UMP puis DLF | Minotier retraité Conseiller général de Dreux-Est (1982 → 2008) Vice président du conseil général Vice-président de l'Agglo du Pays de Dreux |

### Le Conseil municipal des jeunes
Un conseil municipal des jeunes existe depuis 2020 et a par exemple organisé un concert en 2022 afin d’aider les réfugiés ukrainiens depuis avril 2022.

### Finances communales

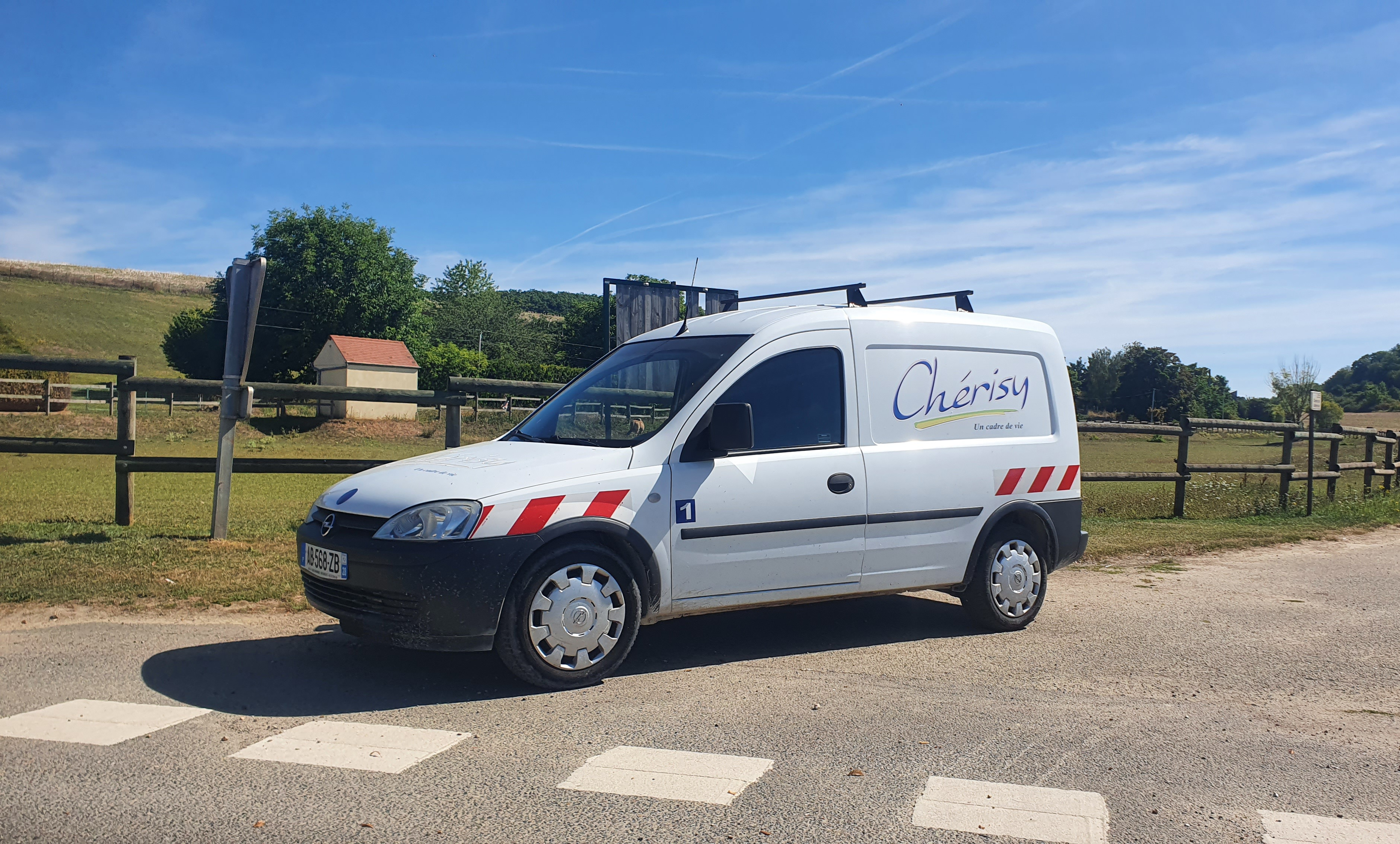
Un Opel Combo B Phase 1 appartenant à la mairie de Cherisy. Ce type de véhicule permet d’assurer de petits travaux dans la commune.

La commune de Cherisy est enregistrée au répertoire des entreprises sous le code SIREN 212 800 981. Son activité est enregistrée sous le code APE 84.11Z, correspondant aux administrations publiques générales.
En 2021, le budget communal s’équilibrait à 2 038 980 € en section de fonctionnement et 509 745 € en investissement.

## Équipements et services publics

### Eau et déchets

#### Prélèvements en eau et usages
La production de l’eau est gérée par le Syndicat mixte intercommunal du canton d’Anet (SMICA), qui assure depuis 2006 la gestion de la production pour 13 communes du canton. On constate qu’en 2016, 38 682 m3 d’eau ont été prélevés sur le territoire de la commune, d’origine à 100 % souterraine, destinée à 72,5 % à l’alimentation en eau potable et 27,5 % pour l’irrigation des cultures.

#### Gestion des déchets
Le ramassage des ordures ménagères est assuré par la communauté d’agglomération du Pays de Dreux. Il s’effectue une fois par semaine, le mardi, en collecte générale. La collecte de verre s’effectue toutes les six semaines, le lundi.
Les déchetteries les plus proches sont celles de Dreux et de Bû, géré par le SYROM.

### Enseignement
Cherisy est situé dans l’académie d’Orléans-Tours en zone B et les établissements présents sur son territoire sont placés sous l’autorité des services du directeur académique des services de l’Éducation nationale (DSDEN) d’Eure-et-Loir.
Cherisy permet aux enfants de suivre leur scolarité dans la commune de la maternelle (4 classes) à l’école élémentaire (7 classes). Les deux établissements sont situés en centre-ville, l’un en face de l’autre.

### Postes et télécommunications
La commune de Cherisy dispose d’un Bureau de Poste, situé sur la place de l’Église. Le village est couvert à 100% par le réseau 4G, et possède deux antennes-relais de téléphonie mobile (SFR et Orange).

### Santé
Cherisy possède deux maisons médicales, l’une regroupant trois médecins généralistes, et l’autre un podologue, un kinésithérapeute et un prothésiste dentaire. Le village compte également une pharmacie en centre-ville, un ostéopathe et un service d’aide à domicile La Main Tendue. La commune a un indice DataFrance Santé de 8/10, soit 3 % de plus par rapport à la moyenne française.

### Justice, sécurité, secours et défense

#### Sécurité
La sécurité de la commune est assurée par la brigade de gendarmerie nationale de Dreux, elle-même rattachée à la compagnie de gendarmerie départementale de Dreux qui dépend du groupement de gendarmerie départementale d’Eure-et-Loir.

## Population et société

### Démographie

#### Évolution démographique
Les habitants de la commune sont appelés les Cherisiens.
L'évolution du nombre d'habitants est connue à travers les recensements de la population effectués dans la commune depuis 1793. Pour les communes de moins de 10 000 habitants, une enquête de recensement portant sur toute la population est réalisée tous les cinq ans, les populations de référence des années intermédiaires étant quant à elles estimées par interpolation ou extrapolation. Pour la commune, le premier recensement exhaustif entrant dans le cadre du nouveau dispositif a été réalisé en 2005.

En 2022, la commune comptait 1 857 habitants, en évolution de −0,7 % par rapport à 2016 (Eure-et-Loir : −0,23 %, France hors Mayotte : +2,11 %).
| 1793 | 1800 | 1806  | 1821  | 1831  | 1836  | 1841  | 1846  | 1851  |
| ---- | ---- | ----- | ----- | ----- | ----- | ----- | ----- | ----- |
| 959  | 985  | 1 035 | 1 122 | 1 072 | 1 170 | 1 118 | 1 092 | 1 093 |

| 1856  | 1861  | 1866 | 1872 | 1876 | 1881 | 1886 | 1891 | 1896 |
| ----- | ----- | ---- | ---- | ---- | ---- | ---- | ---- | ---- |
| 1 045 | 1 271 | 989  | 932  | 904  | 844  | 887  | 842  | 817  |

| 1901 | 1906 | 1911 | 1921 | 1926 | 1931 | 1936 | 1946 | 1954 |
| ---- | ---- | ---- | ---- | ---- | ---- | ---- | ---- | ---- |
| 765  | 773  | 715  | 740  | 771  | 719  | 748  | 703  | 739  |

| 1962 | 1968 | 1975  | 1982  | 1990  | 1999  | 2005  | 2006  | 2010  |
| ---- | ---- | ----- | ----- | ----- | ----- | ----- | ----- | ----- |
| 838  | 852  | 1 103 | 1 121 | 1 741 | 1 768 | 1 797 | 1 803 | 1 865 |

| 2015  | 2020  | 2022  | - | - | - | - | - | - |
| ----- | ----- | ----- | - | - | - | - | - | - |
| 1 874 | 1 829 | 1 857 | - | - | - | - | - | - |

#### Pyramide des âges
En 2018, le taux de personnes d’un âge inférieur à 30 ans s’élève à 31,4 %, soit en dessous de la moyenne départementale (34,7 %). À l’inverse, le taux de personnes d’âge supérieur à 60 ans est de 29,3 % la même année, alors qu’il est de 26,5 % au niveau départemental.
En 2018, la commune comptait 911 hommes pour 943 femmes, soit un taux de 50,86 % de femmes, légèrement inférieur au taux départemental (51,12 %).
Les pyramides des âges de la commune et du département s’établissent comme suit.
| Hommes | Classe d’âge | Femmes |
| ------ | ------------ | ------ |
| 1,1    | 90 ou +      | 1,0    |
| 8,8    | 75-89 ans    | 9,6    |
| 18,2   | 60-74 ans    | 19,9   |
| 21,0   | 45-59 ans    | 18,9   |
| 18,8   | 30-44 ans    | 19,9   |
| 11,6   | 15-29 ans    | 12,4   |
| 20,5   | 0-14 ans     | 18,4   |

| Hommes | Classe d’âge | Femmes |
| ------ | ------------ | ------ |
| 0,8    | 90 ou +      | 1,9    |
| 7,1    | 75-89 ans    | 9,5    |
| 17,3   | 60-74 ans    | 18     |
| 20,6   | 45-59 ans    | 20     |
| 18,2   | 30-44 ans    | 18,2   |
| 16,2   | 15-29 ans    | 14,4   |
| 19,8   | 0-14 ans     | 18,1   |

### Sports et loisirs

#### Football

Logo officiel du Football Club de Cherisy.

Fondé en 1977, le Club Omnisport de Cherisy (ou plus largement appelé le Football Club de Cherisy) compte plus de 150 licenciés. La formation cherisienne joue ses matchs à domicile au stade municipal André Brou. L’équipe fanion du club (Senior M1) évolue en troisième division du district départemental d’Eure-et-Loir (D3). Le club compte aussi une équipe réserve (Senior M2) qui joue en quatrième division départementale (D4),. Présidé par Ludovic Deshayes, les couleurs du club sont le orange et le noir.

### Manifestations culturelles et festivités
De nombreuses manifestations locales sont organisées sur le territoire tout au long de l’année : brocantes, festivals, ateliers pour enfants, concerts, danses, loteries, etc..

#### Cherisy Manga
Chaque année depuis 2019, la commune organise un grand festival autour du manga, de l’animation japonaise, de la bande dessinée, de l’univers Star Wars et du cosplay,. Se déroulant dans l’espace Hugo et autour du parc de la mairie, il accueille plusieurs milliers de participants et propose plusieurs ateliers.

### Médias
La presse est représentée par le quotidien régional L’Écho républicain pour la presse écrite, ainsi que par le site internet de Radio Intensité pour la presse web. La ville est couverte par les programmes de France 3 Centre-Val de Loire.

## Économie

### Revenus de la population et fiscalité
En 2017, le revenu fiscal médian par ménage était de 23 680 €, un résultat au-dessus de la moyenne départementale de 21 360 €.

### Emploi
En 2017, la population âgée de 15 à 64 ans s’élevait à 1 101 personnes, parmi lesquelles on comptait 80,8 % d’actifs dont 73,6 % ayant un emploi et 7,2 % de chômeurs.
On comptait 568 emplois dans la zone d’emploi, contre 505 en 2012. Le nombre d’actifs ayant un emploi résidant dans la zone d’emploi étant de 824, l’indicateur de concentration d’emploi est de 69,0.
Le taux d’activité parmi les 15 ans ou plus a atteint 61,0 % en 2017.
15,5 % des actifs ayant un emploi travaillaient dans la commune. Pour se rendre au travail, 84,1 % des habitants utilisent un véhicule personnel ou de fonction à quatre roues et 1,5 %, un deux-roues ; 7,7 % utilisent les transports en commun (bus, TER), 2,4 % la marche. Enfin 4,1 % n’a pas besoin de transport (travail au domicile).

### Entreprises et secteurs d’activité

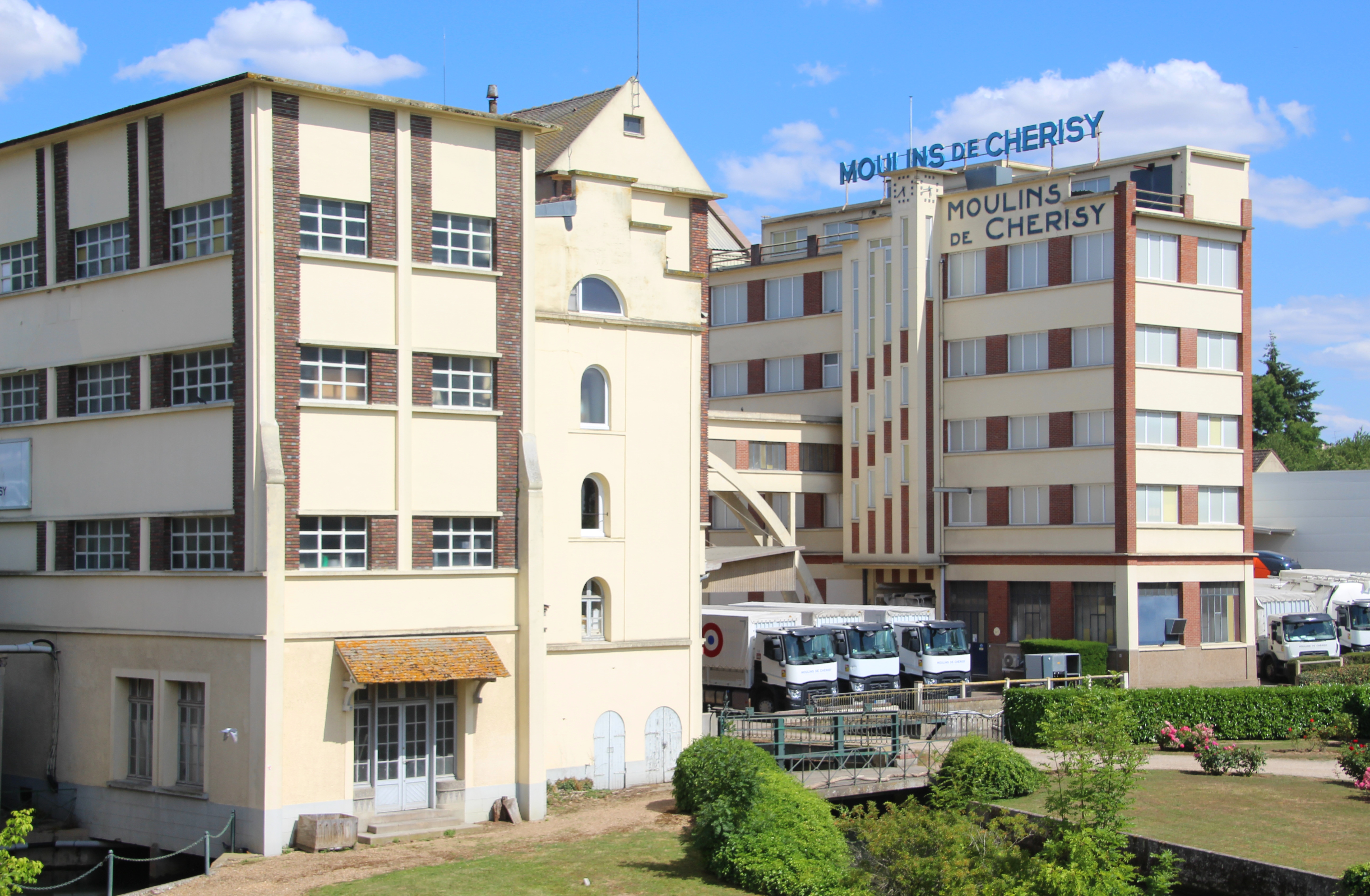
Les Moulins de Cherisy-Lethuillier, depuis le pont de la route de Paris.

Au 31 décembre 2015, la commune de Cherisy comptait 173 établissements dont 7 dans l’agriculture, 20 dans l’industrie, 24 dans la construction, 100 dans le commerce-transports-services divers et 22 relatifs au secteur administratif. Cherisy compte, en 2015, 43 entreprises de 1 à 9 salariés (24,9%) et 15 entreprises de plus de 10 salariés (8,7%). En 2018, 18 entreprises ont été créées à Cherisy, dont 10 sous le régime auto-entrepreneur.
La commune compte deux zones d’activité :
- La zone d’activité commerciale des Forts, dont une partie est située dans la commune de Sainte-Gemme-Moronval ;
- La zone d’activité de La vallée Douard, située dans le hameau de Raville.

La ville est connue pour ses deux moulins, situés dans les Osmeaux et dans Cherisy même.

### Agriculture

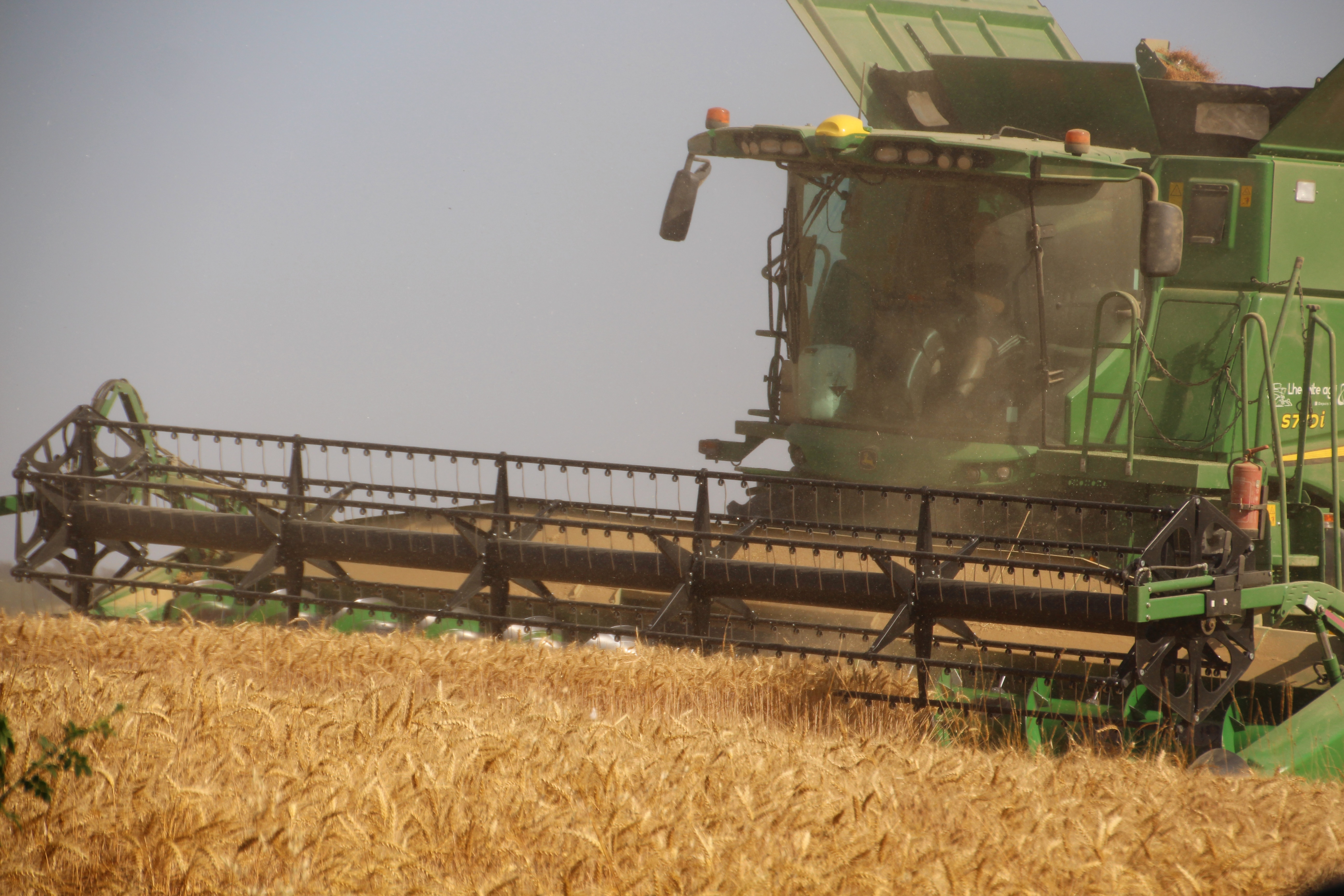
Une moissonneuse-batteuse à Cherisy.

Cherisy se situant en Beauce, une région naturelle à vocation agricole, l’agriculture communale y est principalement orientée vers les cultures céréalières. Près de 42 % du territoire de la commune est consacré à la production de céréales, en particulier le blé et le colza. Les champs agricoles de Cherisy sont principalement localisés à l’est de la commune. En revanche, l’activité d’élevage est présente mais limitée, étant peu courante dans la région du Drouais.

## Culture locale et patrimoine

### Lieux et monuments

#### Patrimoine religieux
- L’église Saint-Pierre de Cherisy, réalisée entre le XIIIe siècle et le XVe siècle.
- Le monument aux morts[118].
- La chapelle Notre-Dame-des-Sept-Joies de Fermaincourt, une petite chapelle reconstruite par le Comte Potocki à la place d’une ancienne[119].

Patrimoine religieux de Cherisy.
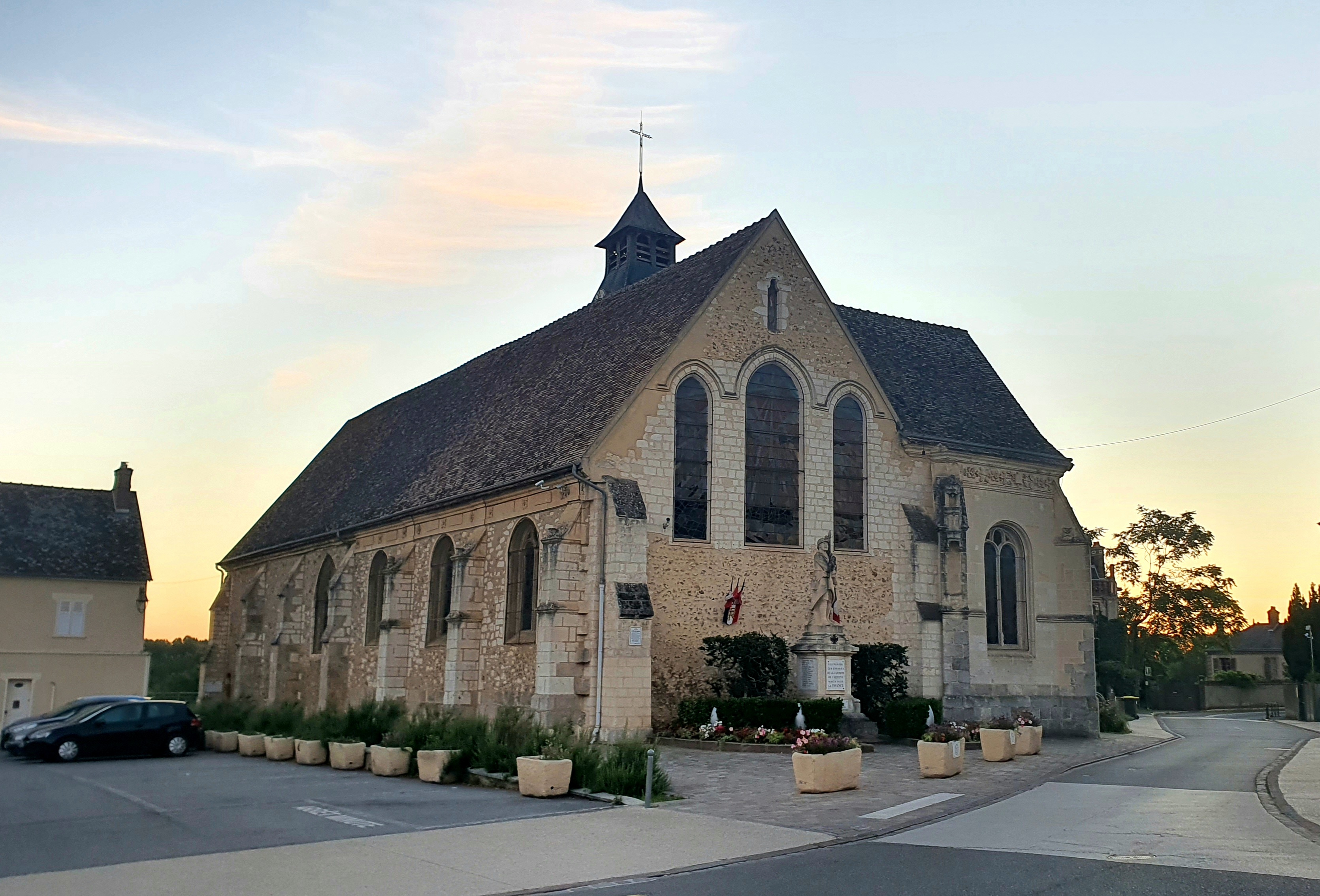
L’église Saint-Pierre de Cherisy.
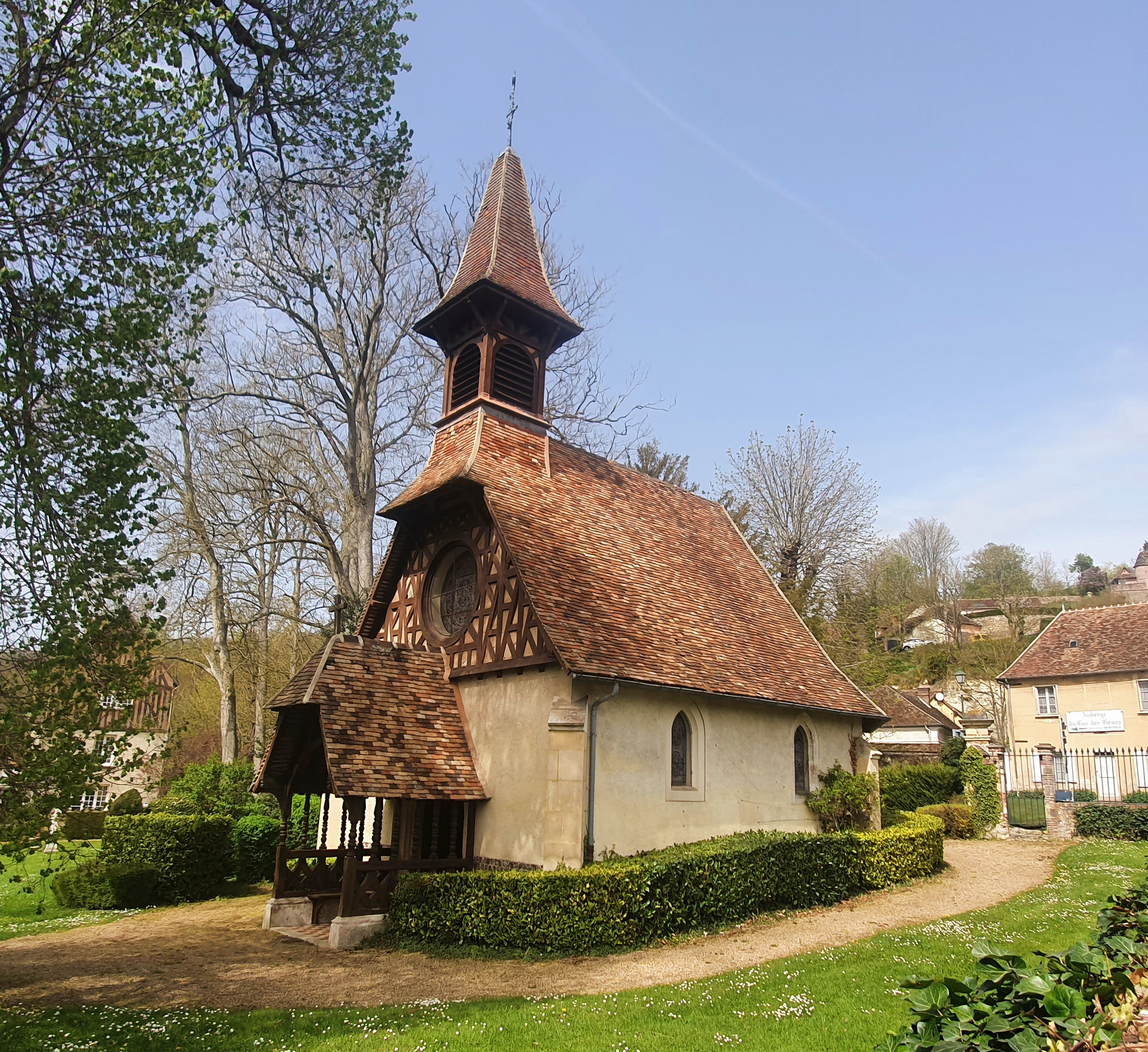
La chapelle Notre-Dame-des-Sept-Joies de Fermaincourt.

#### Patrimoine civil historique
- Le lavoir public du bourg, il est le plus grand des quatre lavoirs jadis en service sur le territoire de Cherisy, il est situé rue de Sainte-Gemme, en contrebas du moulin de Cherisy-Lethuillier. Sa construction a été réalisée au cours du XVIIIe siècle. Sur sa longueur, plus de dix lavandières pouvaient rincer le linge, alimenté en eau par la rivière de l’Eure[120].
- L’étang du Roi, localement connu par des pêcheurs. Il est un site artificiel permettant le développement d’une faune et d’une flore spécifiques à ce milieu. Outre la biodiversité présente et à l’instar des autres étangs de la commune, la grande prolifération de cabanes de pêcheurs donnent une singularité à ces lieux. Des compétitions de pêche sportive sont occasionnellement organisées par la commune[43].

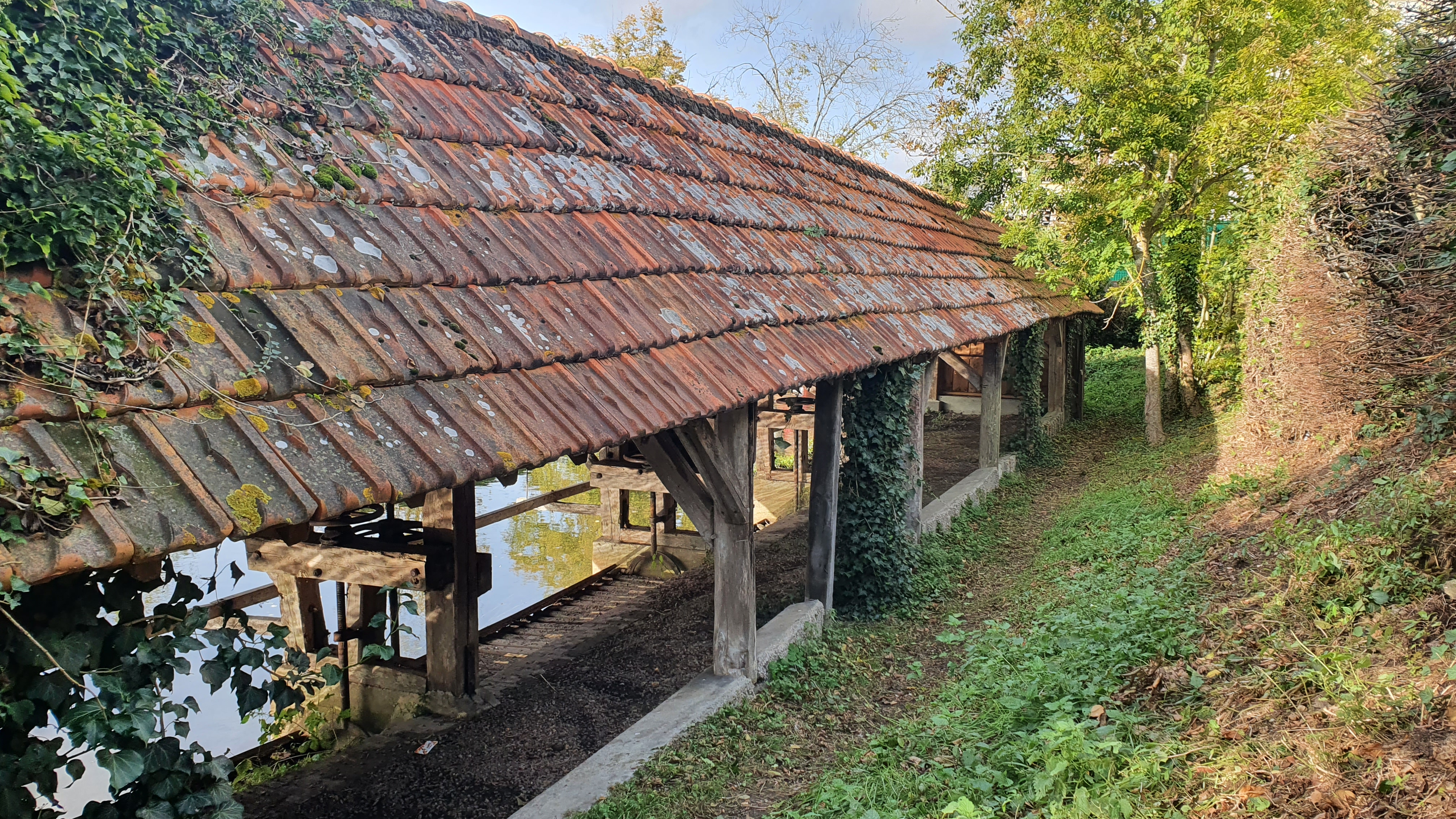
Extérieur du lavoir public du bourg.
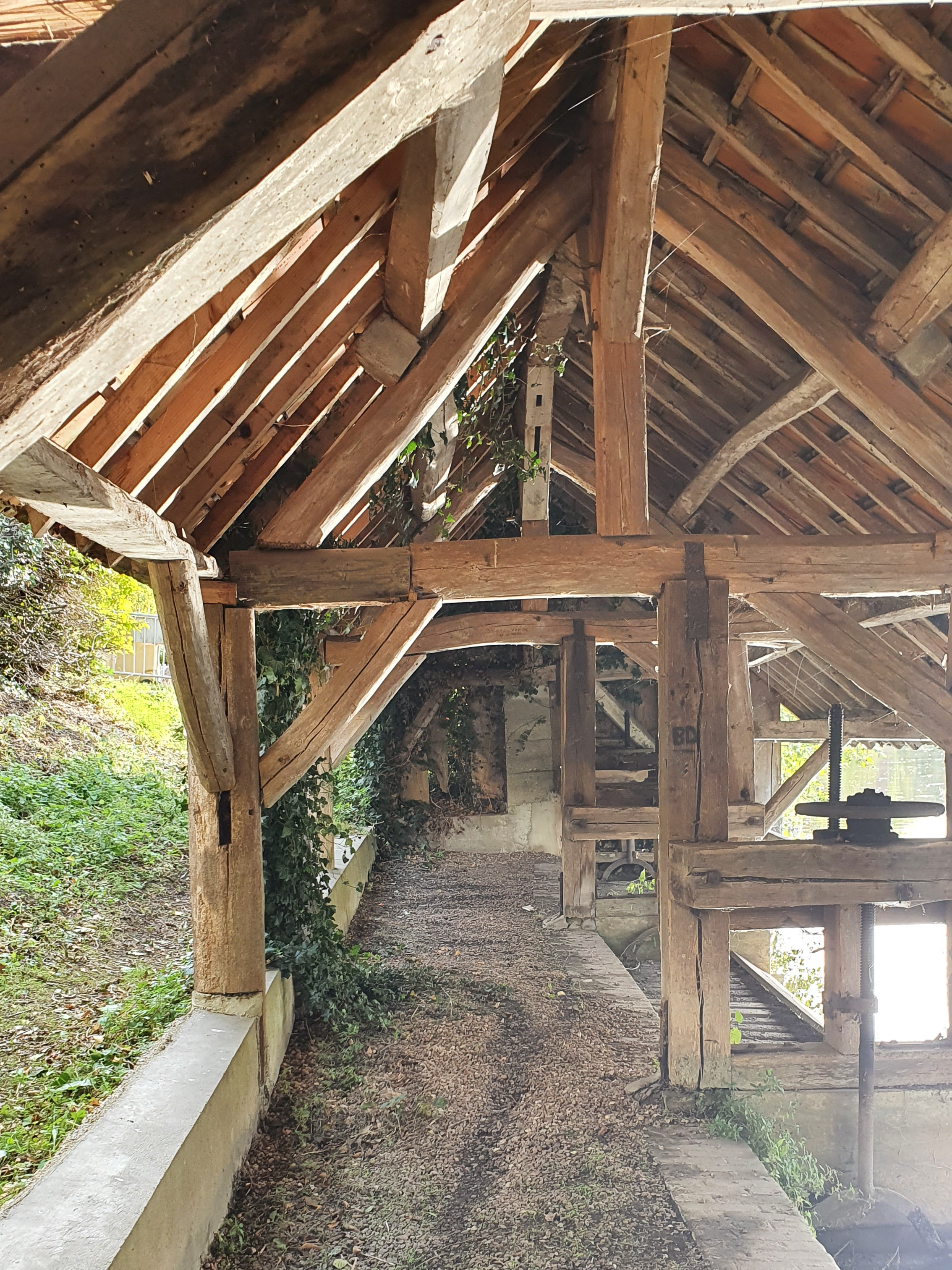
Intérieur du lavoir.
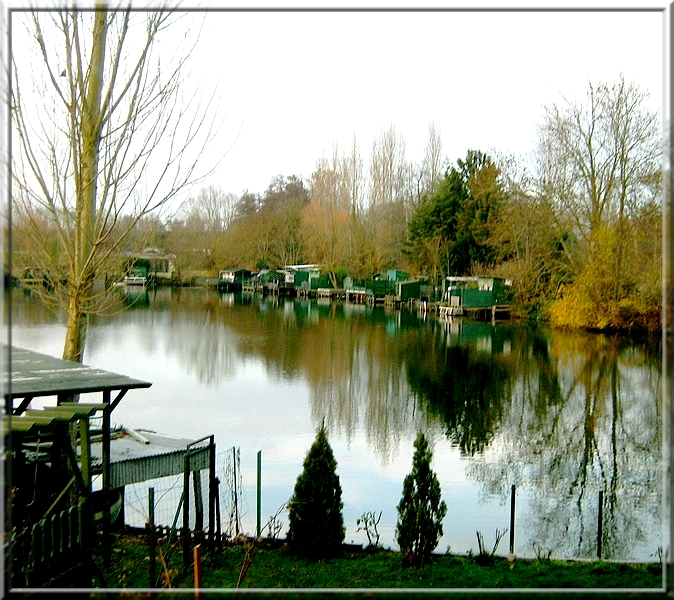
L’étang du Roi.

### Équipements culturels
Quelques équipements culturels sont recensés sur le territoire de Cherisy.
Une bibliothèque est créée en novembre 1983, par l’Association d’Animation Socio-Culturelle de Cherisy. Depuis le 1er janvier 1999 elle est municipale et fonctionne en partenariat avec la bibliothèque départementale de prêt d’Eure-et-Loir. Ce service municipal permet d’emprunter des albums et des livres gratuitement, en échange d’une cotisation lors de l’inscription. Cette bibliothèque a été une des premières de la région à lancer la cyberstation en disposant d’ordinateurs afin d’accéder à internet en libre accès, d’utiliser un logiciel de traitement de texte ou de consulter des encyclopédies.
Sur le plan des loisirs et de la culture, le village est également doté d’une salle communale et d’une salle polyvalente : l’Espace Hugo.

### Personnalités liées à la commune
- Victor Hugo (1802-1885) s’est arrêté à Cherisy, en juillet 1821, en allant rejoindre Adèle Foucher à Dreux. Il faisait le chemin depuis Paris à pied pour y rejoindre sa maîtresse. Il compose une de ses premières odes, Au vallon de Cherizy[123].
- Jules Jouant (1863-1938), sculpteur français, est mort à Cherisy en avril 1938.
- Henri d’Orléans (1908-1999), « comte de Paris », est décédé le 19 juin 1999 rue d’Anet, au domicile de sa compagne Monique Friesz. Cette dernière a été inhumée au cimetière communal en 2017[124].
- Franck Capillery (1960-), acteur français, réside à Cherisy[125].

Personnalités liées à Cherisy.
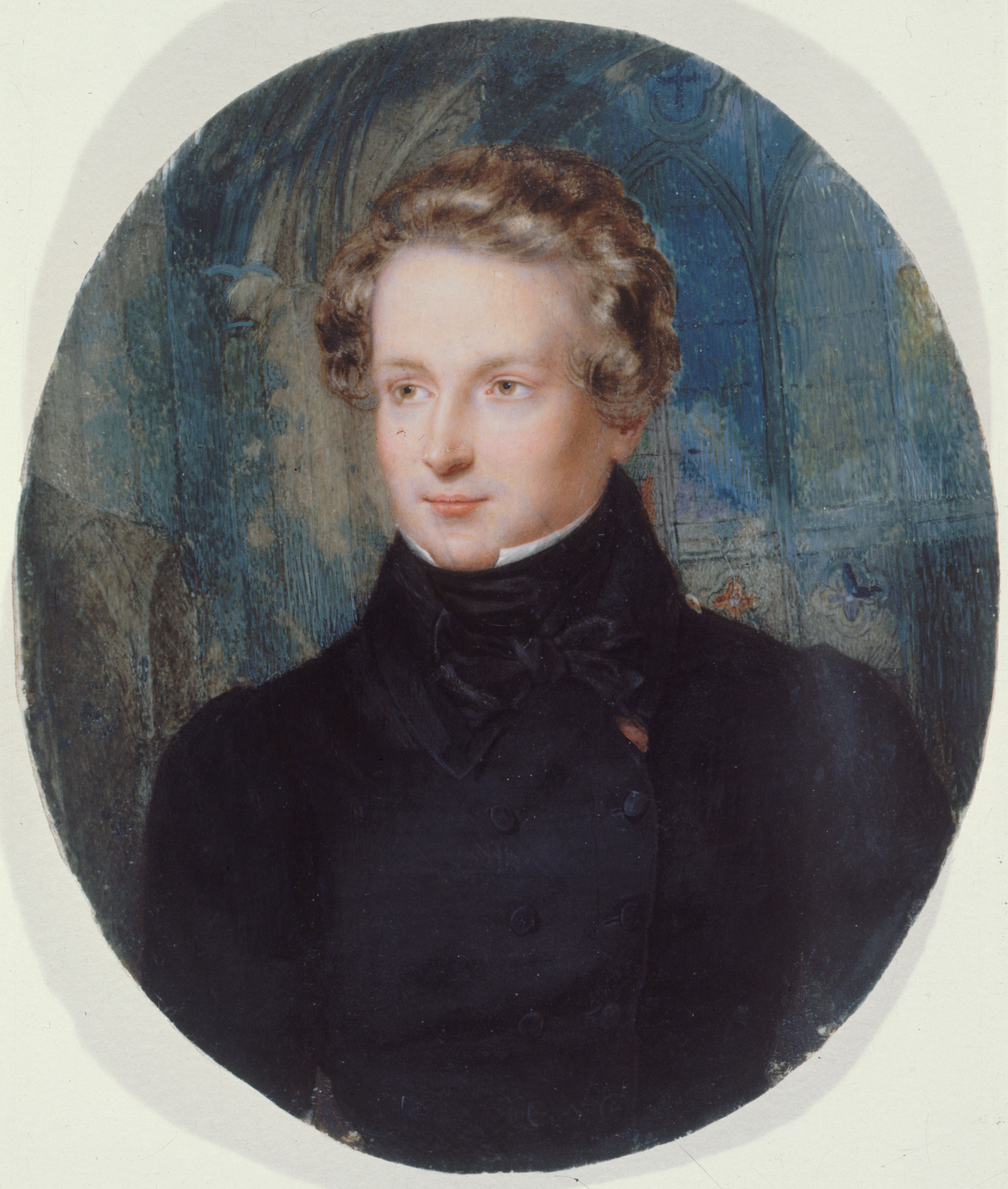
Victor Hugo en 1822, auteur du poème Au vallon de Cherizy.
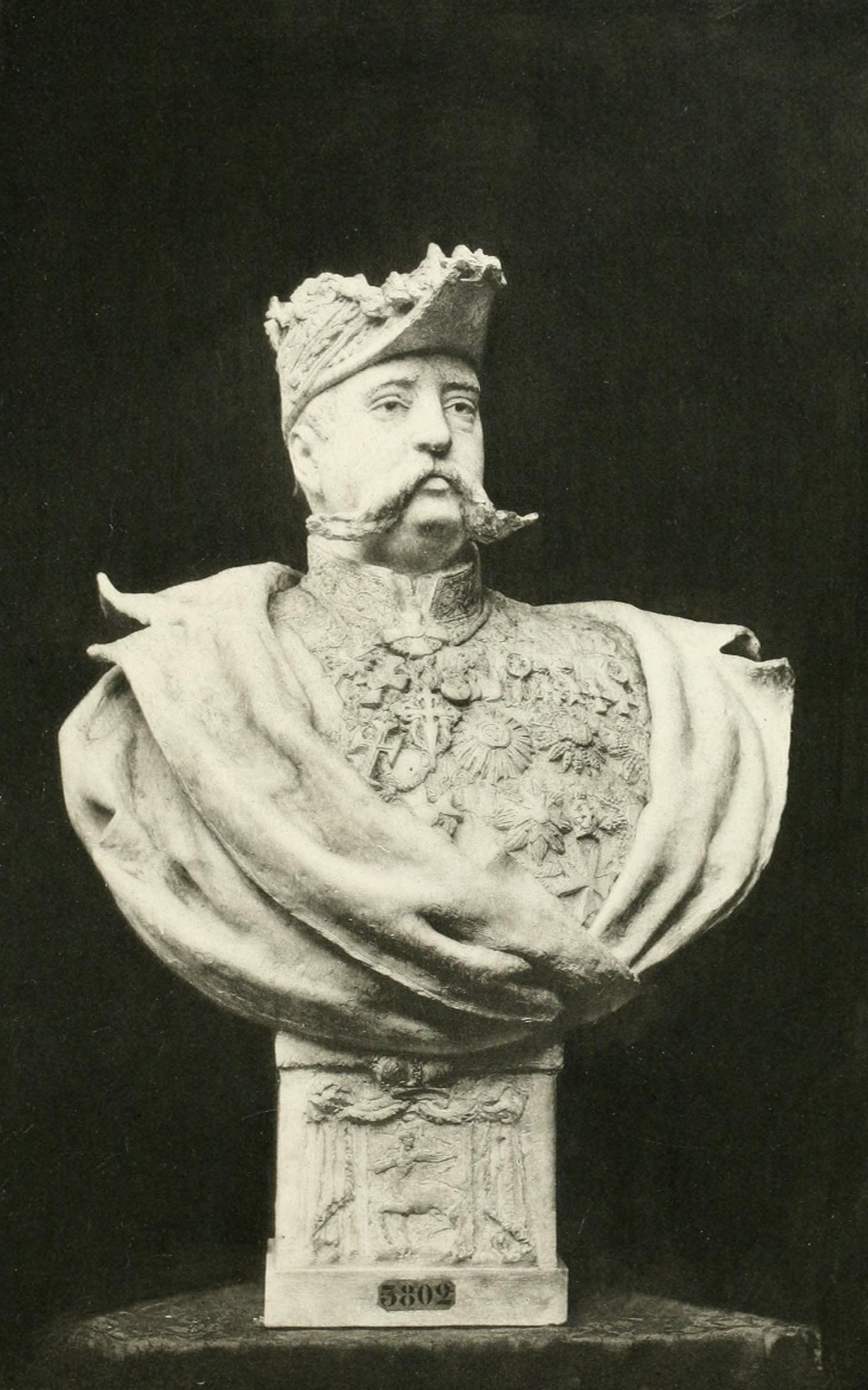
Jules Jouant, sculpteur français mort à Cherisy.
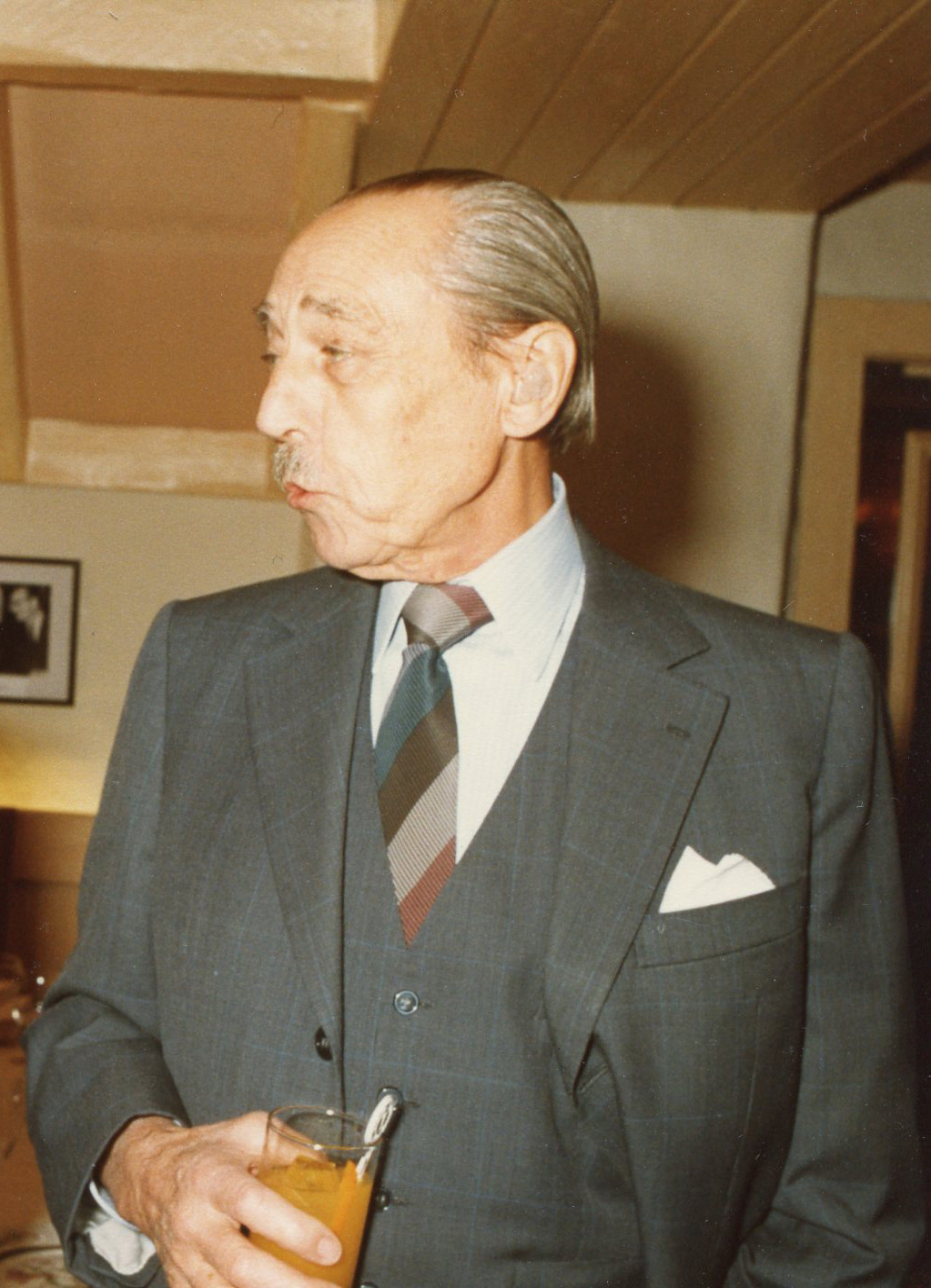
Henri d’Orléans, prétendant orléaniste au trône de France mort à Cherisy.

### Héraldique, logotype et devise

#### Blason actuel
|  | Les armes de la commune se blasonnent ainsi : D'or à trois moulins à vent d'azur; au chef échiqueté d'or et d'azur de deux tires. |

#### Logotype

Logotype de la commune de Cherisy adopté en 2000, puis abandonné en octobre 2013.
Logotype d’octobre 2013 à décembre 2020.
Nouveau logotype simplifié depuis décembre 2020.

En 2000, la commune se dote d’un logo officiel pour représenter la ville, arborant un moulin à vent et deux traits représentant l’herbe et les champs agricoles[réf. nécessaire]. En octobre 2013, la municipalité décide d’une nouvelle identité visuelle en adoptant un logo simplifié, et la devise « Cherisy, un cadre de vie », utilisée sur les panneaux de la ville.

## Pour approfondir